# Islas Galápagos
Las islas Galápagos (también islas de las Galápagos y oficialmente conocidas como archipiélago de Colón o archipiélago de Galápagos) constituyen un archipiélago del océano Pacífico ubicado a 972 km de la costa de Ecuador. Fueron descubiertas en 1535 por la tripulación del barco del fray Tomás de Berlanga. Está conformado por trece islas grandes con una superficie mayor a 10 km², nueve islas medianas con una superficie de 1 km² a 10 km² y otros 107 islotes de tamaño pequeño, además de promontorios rocosos de pocos metros cuadrados, distribuidos alrededor de la línea ecuatorial, que conjuntamente con el Archipiélago Malayo, son los únicos archipiélagos del planeta que tienen territorio tanto en el hemisferio norte como en el hemisferio sur.
Las islas Galápagos son la segunda reserva marina más grande del planeta fueron declaradas Patrimonio de la Humanidad en 1978 por la Unesco. El archipiélago tiene como mayor fuente de ingresos el turismo y recibe 200 000 turistas al año. También se ha desarrollado el turismo ecológico con el fin de preservar las especies. La región fue el hábitat del Solitario George, el último espécimen de la especie tortuga gigante de Pinta, extinta el 24 de junio del 2012. Las islas también son hábitat de especies como tortugas marinas, delfines, tiburones, tiburones martillo, ballenas, arrecifes de coral, fragatas, iguanas, lagartos, cormoranes, albatros, leones marinos y pingüinos. Al igual que la masa continental de Ecuador, el archipiélago es atravesado por la línea ecuatorial, en su mayor parte por el norte de la isla Isabela. Galápagos es el segundo archipiélago con mayor actividad volcánica del planeta, superado únicamente por Hawái. Entra en la categoría de los puntos calientes; los volcanes más activos son Cerro Azul, Sierra Negra, Marchena y volcán La Cumbre en la Isla Fernandina, que es el más activo del archipiélago y uno de los más activos del mundo.
Las Galápagos son conocidas por sus numerosas especies endémicas y por los estudios de Charles Darwin que le llevaron a establecer su teoría de la evolución por la selección natural. Son llamadas, turísticamente, las Islas Encantadas, denominación que se ganó el archipiélago en el siglo XVI por su peculiar biodiversidad de flora y fauna.
Se estima que la formación de la primera isla tuvo lugar hace más de cinco millones de años, como resultado de la actividad tectónica. Las islas más recientes, llamadas Isabela y Fernandina, están todavía en proceso de formación, habiéndose registrado la erupción volcánica más reciente en 2020.
Administrativamente, Galápagos constituye una de las provincias de Ecuador, conformada por tres cantones que llevan los nombres de sus islas más pobladas, a saber: San Cristóbal, Santa Cruz e Isabela. El 12 de febrero de 1832, bajo la presidencia de Juan José Flores, las islas Galápagos fueron anexadas a Ecuador. Desde el 18 de febrero de 1973 constituyen una provincia de este país.
Las islas Galápagos fueron inscritas en la Lista del Patrimonio Mundial bajo criterios (vii), (viii), (ix) y (x), mostrando un espectacular y único sitio natural caracterizado por un extraordinario valor en vida silvestre y expresión excepcional de los periodos de la historia del planeta que no se encuentra en ningún otro lugar del mundo. Asimismo, el bien contiene ejemplos excepcionales de procesos ecológicos y biológicos de la evolución de ecosistemas y hábitats para la conservación in situ de la diversidad biológica. Desde la publicación de El viaje del Beagle, por Charles Darwin en 1839, el origen de la flora y la fauna de Galápagos ha sido de gran interés académico e importancia para la conservación.

## Historia

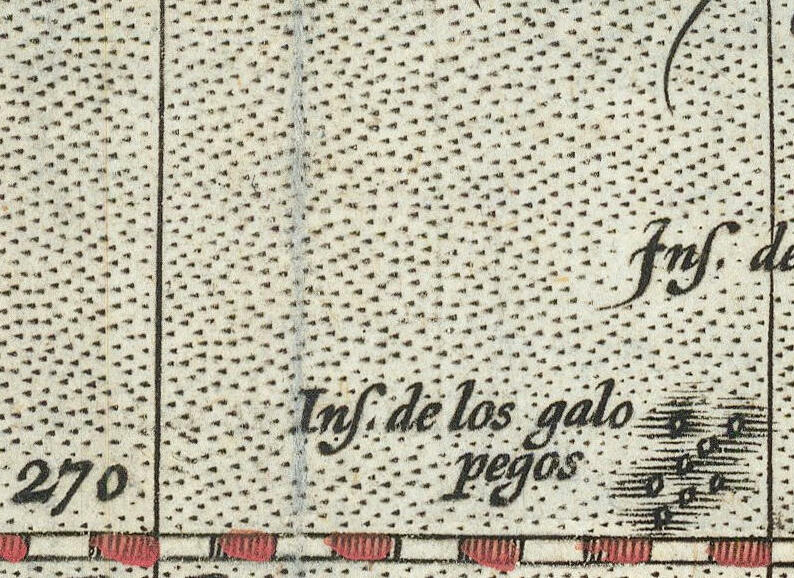
Detalle de las Galápagos en el mapa de las Américas de Abraham Ortelius de 1570.

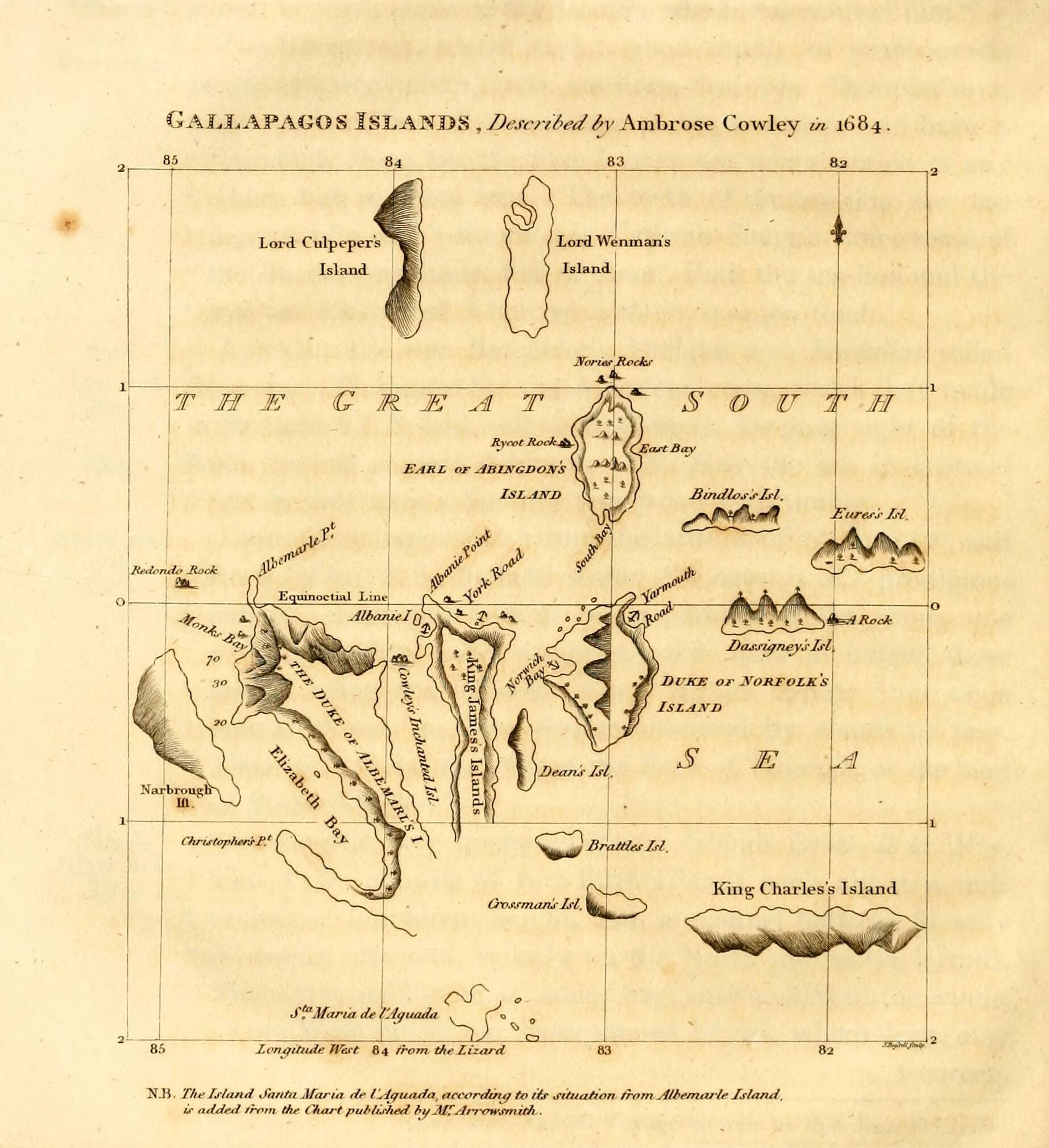
Islas Galápagos - Mapa de 1684.

Las islas se formaron hace 5 millones de años como resultado de actividad tectónica en el fondo marino. Esta isla es muy joven. 
El archipiélago es uno de los grupos volcánicos más activos del mundo. Muchas de las islas son solamente las puntas de algunos volcanes y muestran un avanzado estado de erosión. Islas como Baltra y North Seymour emergieron del océano por una gran actividad tectónica.
Se sospechó de una posible colonización humana de las islas por parte de indígenas sudamericanos antes de la llegada de los españoles ya que los arqueólogos Thor Heyerdahl y Arne Skjolsvold encontraron en 1952 fragmentos de cerámica parecidos a estilos cerámicos del continente sudamericano, aunque estudios posteriores demostraron que aquellos fragmentos son mucho más recientes, por lo que se ha descartado esta teoría.
Las islas Galápagos fueron descubiertas por casualidad el 10 de marzo de 1535, cuando el barco del obispo de Panamá fray Tomás de Berlanga se desvió de su destino a Perú, donde cumpliría un encargo del rey español Carlos V para arbitrar en una disputa entre Francisco Pizarro y sus subordinados tras la conquista del imperio incaico.
Los primeros mapas en incluir las islas fueron realizados por los cartógrafos Abraham Ortelius y Mercator alrededor de 1570. Las islas estaban descritas como "Insulae de los Galopegos" (Islas de las Tortugas).
Las Galápagos fueron utilizadas por piratas ingleses como escondite en sus viajes de pillaje a los galeones españoles que llevaban oro y plata de América hacia España. El primer pirata registrado que visitó las islas fue el inglés Richard Hawkins, en 1593. Desde entonces y hasta 1816 muchos piratas llegaron al archipiélago.
Recién descubiertas las islas se encontraban deshabitadas y los barcos que pasaban junto a su ubicación coincidían cuando el archipiélago era tapado por la niebla. Diversos acontecimientos las llevaron a ser conocidas como las islas Encantadas e incluso algunos navegantes españoles afirmaban que no existían y solo eran espejismos.
La primera misión científica que visitó las Islas Galápagos fue la expedición Malaspina, una expedición española dirigida por Alejandro Malaspina que llegó en 1790. Sin embargo, los registros de la expedición nunca fueron publicados.
En el siglo XVII se empieza a poblar la zona cuando el navegante James Colnett describe al lugar como unas islas ricas en flora y fauna. Esto atrajo a los primeros colonos, en su mayoría ingleses, con interés por las ballenas, cachalotes, leones marinos y principalmente por los galápagos. El descubrimiento de la grasa de los cachalotes también atrajo a muchos balleneros, lo que condujo a que se creara una oficina de correos improvisada, donde los barcos dejaban y recogían cartas. Colnett también dibujó las primeras cartas de navegación de las Galápagos.
En octubre de 1831 José de Villamil envió una comisión exploradora al archipiélago de las Galápagos con el fin de averiguar sobre la existencia de orchilla, planta utilizada en tinturar los tejidos y que se exportaba a México. El 14 de noviembre se constituyó la "Sociedad Colonizadora del Archipiélago de las Galápagos" y denunció como terrenos baldíos a la isla Charles, después denominada Floreana.
El 20 de enero de 1832 salió una expedición a las Galápagos al mando del coronel Ignacio Hernández y Ecuador las anexó el 12 de febrero de 1832 bajo el gobierno del general Juan José Flores, bautizándolas como archipiélago de Colón.

### Investigación de Charles Darwin

Ilustración de John Gould de los pinzones de Charles Darwin.

A bordo de la nave Beagle la expedición británica al mando del capitán Robert FitzRoy llegó a Galápagos el 15 de septiembre de 1835 para realizar trabajos de sondeos y cartografía, dentro de una lista de lugares aislados de Europa, como Valparaíso (Chile), El Callao, las islas Galápagos, Tahití, Nueva Zelanda, Australia y el Cabo Buena Esperanza. La nave regresó a Falmouth el 2 de octubre de 1836. 
El capitán, la tripulación y el joven naturalista Charles Darwin, realizaron un estudio científico de la geología y biología en cuatro de las islas, antes de continuar su expedición alrededor del mundo. El barco recorrió el archipiélago durante cinco semanas, pero Darwin estuvo en tierra solo dos semanas. Investigó a los animales y plantas propios de la región. Los estudios de este viaje permitieron a Darwin formular la teoría del origen de las especies.

### Patrimonio de la Humanidad
La Unesco declaró a las islas Galápagos como Patrimonio Natural de la Humanidad en 1979 y, seis años más tarde como Reserva de la Biosfera (1985). En el 2007 la Unesco declaró a las islas Galápagos como Patrimonio de la Humanidad en riesgo medioambiental y estuvo incluida en la Lista del Patrimonio de la Humanidad en peligro hasta 2010.

## Geografía y geología
El archipiélago se conoce por una variedad de nombres; en Ecuador comúnmente se conocen por sus nombres en español, que además son los oficiales, solo se usa los antiguos nombres en inglés solo con fines históricos. El nombre oficial de las islas es Archipiélago de Colón, mientras que administrativamente se conoce al territorio como "Provincia de Galápagos". La denominación más conocida y común es Islas Galápagos. La primera carta de navegación de las islas, aunque rústica, fue realizada por el bucanero Ambrose Cowley en 1684, y en dicha carta bautizó las islas con los nombres de algunos de sus amigos piratas y de algunos nobles ingleses que apoyaban la causa de los corsarios.

### Ubicación y Topografía
El archipiélago de Colón tiene una extensión de 8.010 km² en el océano Pacífico , a unos 900 km al oeste de Ecuador. Las islas cubren un área aproximada de 59.500 km². La esquina noroeste de la isla Darwin está a 431 km al sureste de la isla Española.
Las islas Galápagos tienen 13 islas de más de 10 km² y 19 islas de más de un km², de igual forma está compuesta de varios islotes y arrecifes. El total de islas son de 234. La isla más extensa o mayor es Isabela, con una superficie de 4588 km². Las cinco islas más grandes son la Isabela, Santa Cruz, Fernandina, Santiago y San Cristóbal que cubren un 93,2 % del área total del archipiélago. El Archipiélago se eleva desde el mar principalmente por laderas pronunciadas, ejemplo de ello está el León Dormido, una ladera notablemente empinada, que tan solo cubre 0.1 km2 y que alcanza una altura de 148 m s. n. m. El terreno de las islas es ondulado, con numerosos volcanes altos y cráteres. El punto más alto de las islas es el volcán Wolf de unos 1710 m de altura, en la isla Isabela. Solo las islas Fernandina y Santiago alcanzan alturas superiores a los 884 metros.
La franja costera del archipiélago tiene una topografía variada, con acantilados y cuevas. En las orillas más bajas son rocosas, dentadas de variados tamaños; algunas playas son de arena, limo o restos de coral. En su mayoría son sedimentos, producto de las erupciones volcánicas y ceniza o de material orgánico como conchas, esqueletos de erizos de mar u otros materiales calcáreos. La única piscina permanente de agua dulce de las islas es El Junco. Además, las islas tienen muchos estanques temporales de 10 a 20 metros de ancho y varios cráteres con lagos de sal permanente en su interior.

### Islas Galápagos
Las siguientes son las islas de más de un kilómetro cuadrado de superficie:
| Nombre oficial        | Otros nombres    | Superficie (km²) | Habitantes | Cantón        |
| --------------------- | ---------------- | ---------------- | ---------- | ------------- |
| Isabela               | Albemarle        | 4588,12          | 2200       | Isabela       |
| Santa Cruz            | Indefatigable    | 985,55           | 15 200     | Santa Cruz    |
| Fernandina            | Narborough       | 642,48           | 0          | Isabela       |
| San Salvador/Santiago | James            | 584,65           | 0          | Santa Cruz    |
| San Cristóbal         | Chatham Mercedes | 558,08           | 8400       | San Cristóbal |
| Floreana/Santa María  | Charles          | 172,53           | 100        | San Cristóbal |
| Marchena              | Bindloe          | 129,96           | 0          | Santa Cruz    |
| Española              | Hood             | 60,48            | 0          | San Cristóbal |
| Pinta                 | Abingdon         | 59,40            | 0          | Santa Cruz    |
| Baltra                | -                | 26,19            | 0          | Santa Cruz    |
| Santa Fe              | Barrington       | 24,13            | 0          | San Cristóbal |
| Pinzón                | Duncan           | 18,15            | 0          | Santa Cruz    |
| Genovesa              | Tower            | 14,10            | 0          | San Cristóbal |
| Rábida                | Jervis           | 4,99             | 0          | Santa Cruz    |
| Seymour Norte         | Mosquera         | 1,84             | 0          | Santa Cruz    |
| Wolf                  | Wenman           | 1,34             | 0          | Isabela       |
| Tortuga               | Brattle          | 1,29             | 0          | Isabela       |
| Bartolomé             | -                | 1,24             | 0          | Santa Cruz    |
| Darwin                | Vidal            | 1,06             | 0          | Isabela       |

### Islotes principales
Los siguientes son los islotes con entre una y cien hectáreas de superficie. Existen multitud de otros islotes, rocas y promontorios aún más pequeños
| Nombre oficial               | Superficie (ha) | Isla más cercana |
| ---------------------------- | --------------- | ---------------- |
| Isla Gardner de Floreana     | 81,2            | Floreana         |
| Islote Cuatro Hermanos Sur   | 72,9            | Isabela          |
| Isla Gardner de Española     | 58,0            | Española         |
| Isla Daphne Mayor            | 33,0            | Santa Cruz       |
| Islote Cuatro Hermanos 2     | 30,4            | Isabela          |
| Isla Eden                    | 23,0            | Santa Cruz       |
| Isla Caldwell                | 22,8            | Floreana         |
| Isla Sombrero Chino          | 20,8            | Santiago         |
| Islote Cuatro Hermanos Oeste | 20,4            | Isabela          |
| Isla Enderby                 | 19,3            | Floreana         |
| Roca Bainbridge 3            | 18,3            | Santiago         |
| Islote Venecia               | 13,6            | Santa Cruz       |
| Isla Albany                  | 12,7            | Santiago         |
| Islote Tintorera (Villamil)  | 12,4            | Isabela          |
| Isla Plaza Sur               | 11,9            | Santa Cruz       |
| Roca Bainbridge 1            | 11,4            | Santiago         |
| Islote Campeón               | 9,5             | Floreana         |
| Islote Norte de Wolf         | 9,0             | Wolf             |
| Isla Plaza Norte             | 8,8             | Santa Cruz       |
| Roca Beagle Sur              | 8,7             | Santiago         |
| Islote Cráter Beagle 2       | 1,7             | Isabela          |
| Isla Daphne Chica            | 7,9             | Santa Cruz       |
| Isla Sin Nombre              | 7,5             | Santa Cruz       |
| Islote Cuatro Hermanos Este  | 7,2             | Isabela          |
| Isla Lobos                   | 6,6             | San Cristóbal    |
| Roca León Dormido            | 5,0             | San Cristóbal    |
| Islote Mosquera              | 4,6             | Baltra           |
| Islote Caamaño               | 4,5             | Santa Cruz       |
| Roca Bainbridge 6            | 4,5             | Santiago         |
| Roca Beagle Oeste            | 4,3             | Santiago         |
| Roca Redonda                 | 4,3             | Isabela          |
| Roca Bainbridge 5            | 4,1             | Santiago         |
| Islote Tortuga Oeste         | 3,6             | Tortuga          |
| Isla Cowley                  | 3,5             | Isabela          |
| Islote Guy Fawkes Oeste      | 3,4             | Santa Cruz       |
| Roca Bainbridge 4            | 3,4             | Santiago         |
| Islote Guy Fawkes Sur        | 3,3             | Santa Cruz       |
| Islote Watson                | 3,1             | Floreana         |
| Roca Gordon Este             | 2,912           | Santa Cruz       |
| Islote Punta Bowditch Norte  | 2,9             | Santa Cruz       |
| Roca Bainbridge 2            | 2,9             | Santiago         |
| Islote Villamil Sureste      | 2,8             | Isabela          |
| Islote Las Bayas Grande      | 2,1             | Floreana         |
| Islote Osborn                | 1,7             | Española         |
| Islote Cráter Beagle 1       | 1,5             | Isabela          |
| Islote Punta Bowditch Sur    | 1,5             | Santa Cruz       |
| Islote Guy Fawkes Este       | 1,2             | Santa Cruz       |
| Islote Mao                   | 1,2             | Santiago         |
| Islote Marielas Sur          | 1,2             | Isabela          |
| Islote Fondiadero (Villamil) | 1,183           | Isabela          |

### Islas

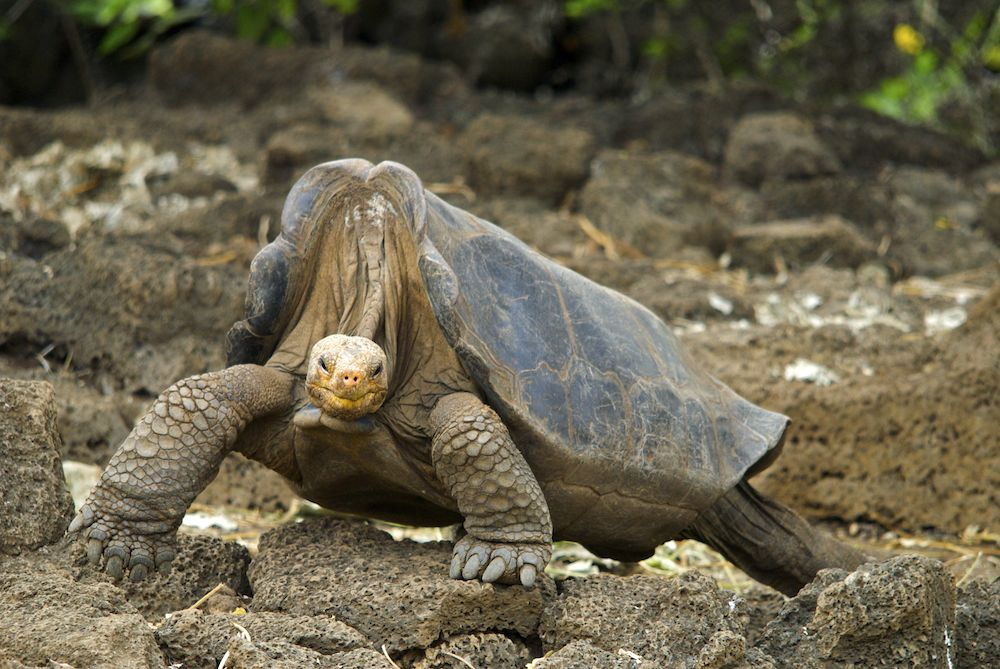
Solitario George, último ejemplar de la tortuga gigante de Pinta.

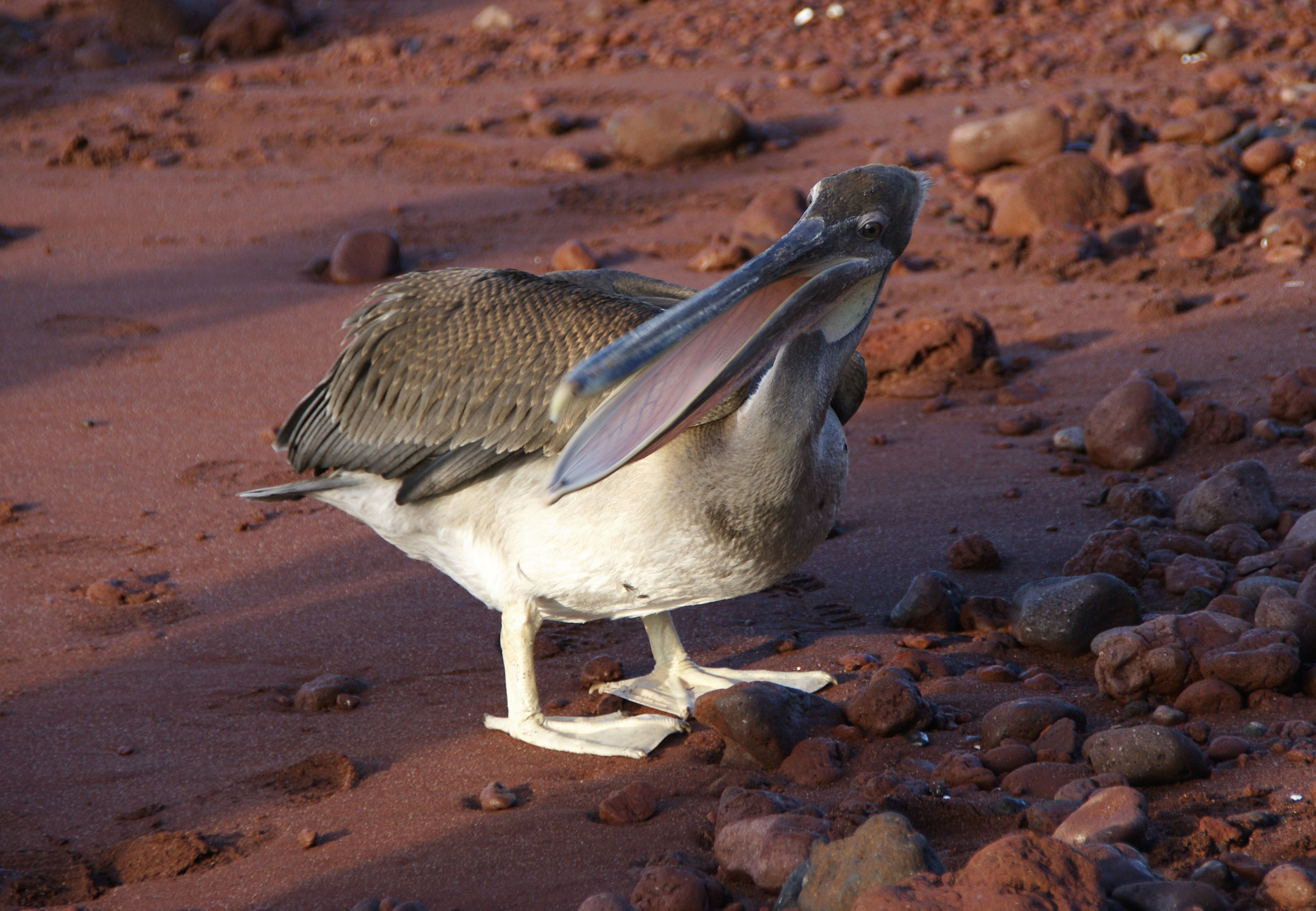
Pelicano pardo de las Galápagos (Pelecanus occidentalis urinator) en la isla Rábida.

#### Isla Isabela
Llamada así en honor a la Reina Isabel I de Castilla que patrocinó el viaje de Colón (su nombre en inglés honra al Duque de Albemarle). Es la mayor isla del archipiélago, con una superficie de 4588 km² y ocupa el 58 % de la zona terrestre de las islas. La forma de la isla se debe a la fusión de cinco grandes volcanes (Cerro Azul, Sierra Negra, Salcedo, Darwin y Wolf) en una sola masa. Tiene una población de aproximadamente de 2200 habitantes. El punto más alto es el volcán Wolf, que alcanza 1707 metros de altitud. En esta isla se pueden observar pingüinos, iguanas marinas, cormoranes no voladores, piqueros de patas azules, pelícanos, así como abundantes zayapas y tintoreras. En las faldas y calderas de los seis volcanes de Isabela, se pueden observar tortugas gigantes e iguanas terrestres, así como pinzones, palomas, halcones, murciélagos(Lasiurus blossevillii y Aeorestes cinereus) y una interesante vegetación. El tercer mayor asentamiento humano del archipiélago y su mayor puerto, conocido como Puerto Villamil o Albemarle, está ubicado en el extremo sur de la isla.

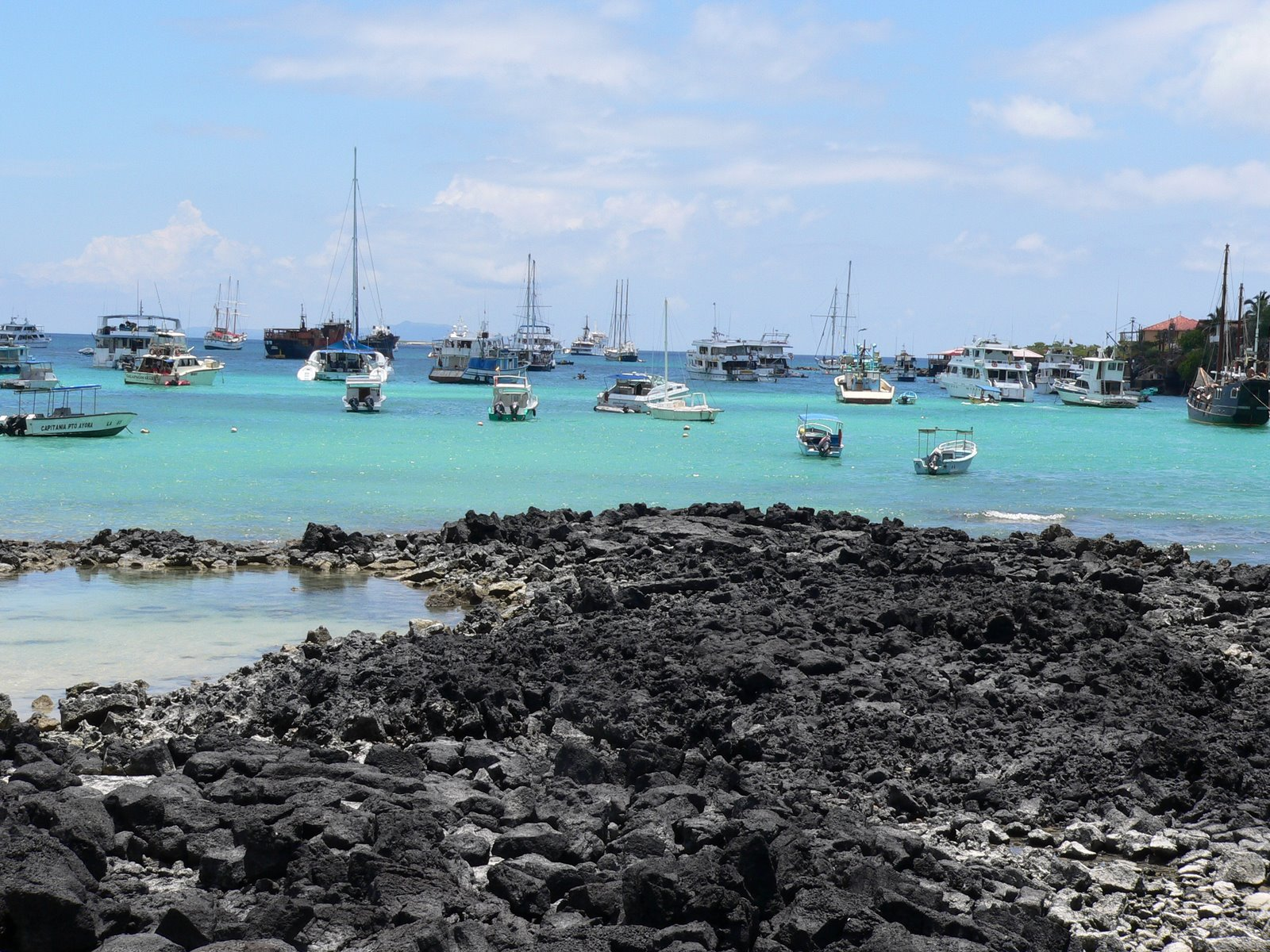
Puerto Ayora en la isla Santa Cruz.

#### Isla Santa Cruz
Llamada así en honor a la Cruz de Cristo (su nombre en inglés se debe al barco militar HMS Indefatigable). Tiene una superficie de 986 km² y una altitud máxima de 864 metros. En Santa Cruz está localizado el mayor asentamiento humano del archipiélago, en el poblado de Puerto Ayora. La Estación Científica Charles Darwin y las oficinas centrales del Servicio del parque nacional Galápagos están ubicadas aquí. En el SPNG opera un centro de crianza de tortugas donde estos quelonios son preparados para su reintroducción en su hábitat natural. La "parte alta" de Santa Cruz tiene una exuberante vegetación y es conocida por los tubos lávicos. Una gran población de tortugas habita esta región. Caleta Tortuga Negra es un área rodeada de manglar donde tortugas marinas, rayas y pequeños tiburones la utilizan como lugar de apareamiento. Cerro Dragón, conocido por su laguna de flamencos y sus iguanas terrestres, también se encuentra en esta isla. Tiene zonas para practicar el buceo y el surf.
Bahía Tortuga está situada en la isla de isla Santa Cruz. Puerto Ayora queda a alrededor de 20 minutos a pie. Hay un pequeño camino de 2500 metros de largo y se debe iniciar y cerrar sesión en la oficina del parque nacional Galápagos.

#### Isla Fernandina

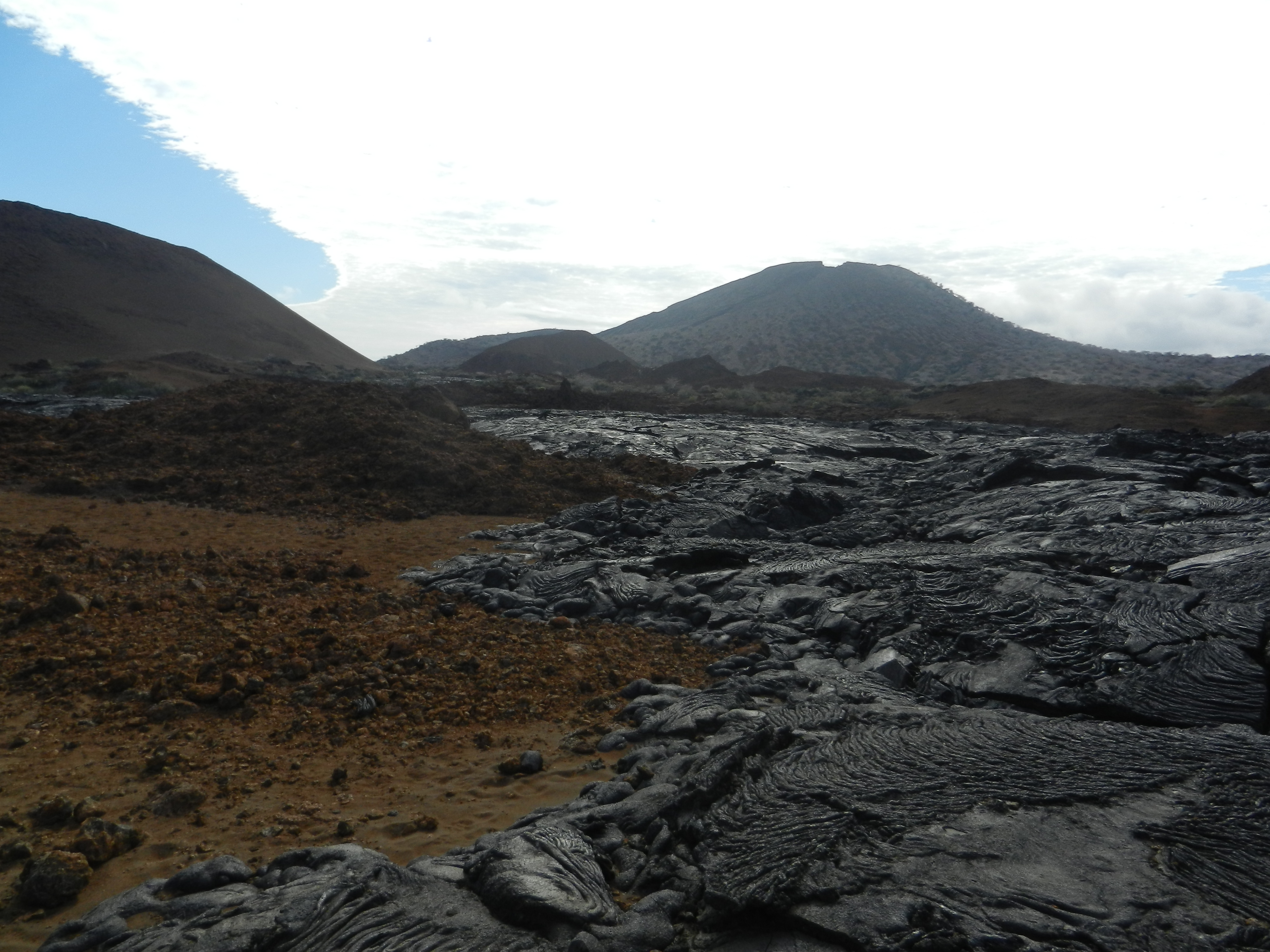
Bahía Sullivan en la isla Santiago.

Llamada así en honor al Rey Fernando el Católico, quien patrocinó el viaje de Colón (su nombre en inglés homenajea a Sir John Narborough). Fernandina tiene una superficie de 642 km² y una altura máxima de 1494 metros. Es la más reciente y más occidental de las islas del archipiélago. El 11 de abril de 2009 se inició un nuevo proceso eruptivo que formó una nube de ceniza y vapor de agua con flujos piroclásticos que descendieron por las laderas del volcán, hasta llegar al mar. Punta Espinoza es una estrecha franja de tierra donde se reúnen centenares de iguanas marinas en grandes grupos. En esta isla habita el cormorán no volador, así como pingüinos y lobos peleteros. También se encuentran áreas de manglar. Diversos tipos de flujos de lava pueden observarse aquí.

#### Isla Santiago
Llamada así en honor al santo patrón de España, es conocida también como San Salvador en honor a la primera isla del Caribe descubierta por Colón. Tiene una superficie de 585 km² y una altura máxima de 907 metros. Aquí se encuentran iguanas marinas, lobos peleteros, leones marinos, tortugas terrestres y marinas, delfines y tiburones. Una gran cantidad de animales domésticos, que fueron introducidos con la llegada de pobladores a la isla, han causado un gran daño a la flora y fauna endémicas. En esta isla se observan con frecuencia pinzones de Darwin y halcones de Galápagos. En la bahía Sullivan existe un flujo reciente de lava pahoehoe.

#### Isla San Cristóbal
Llamada así en honor a Cristóbal mártir (su nombre en inglés es en memoria del Conde de Chatham). Es la capital de la provincia y tiene una superficie de 558 km² y una altura máxima de 730 metros. En la mitad sur de la isla, dentro de un cráter en la sierra de San Cristóbal, se encuentra la laguna El Junco, que es el mayor lago de agua dulce del archipiélago. Alberga una gran población de aves y cerca de allí está La Galapaguera, una estación de refugio y cría de tortugas gigantes. Cerca de la ciudad de Puerto Baquerizo Moreno, está el cerro Tijeretas, una colonia de anidación para fragatas, y a unos diez minutos en autobús, se encuentra La Lobería, una colonia de lobos marinos. En la parte alta de la isla se encuentra la Estación Biológica San Cristóbal, dedicada a la conservación de los bosques del Ecuador. También hay excursiones en barco a sitios cercanos de buceo. "León Dormido" representa los restos de un cono de lava, ahora dividida en dos. "Isla Lobos" es un lugar de anidación de piqueros de patas azules.

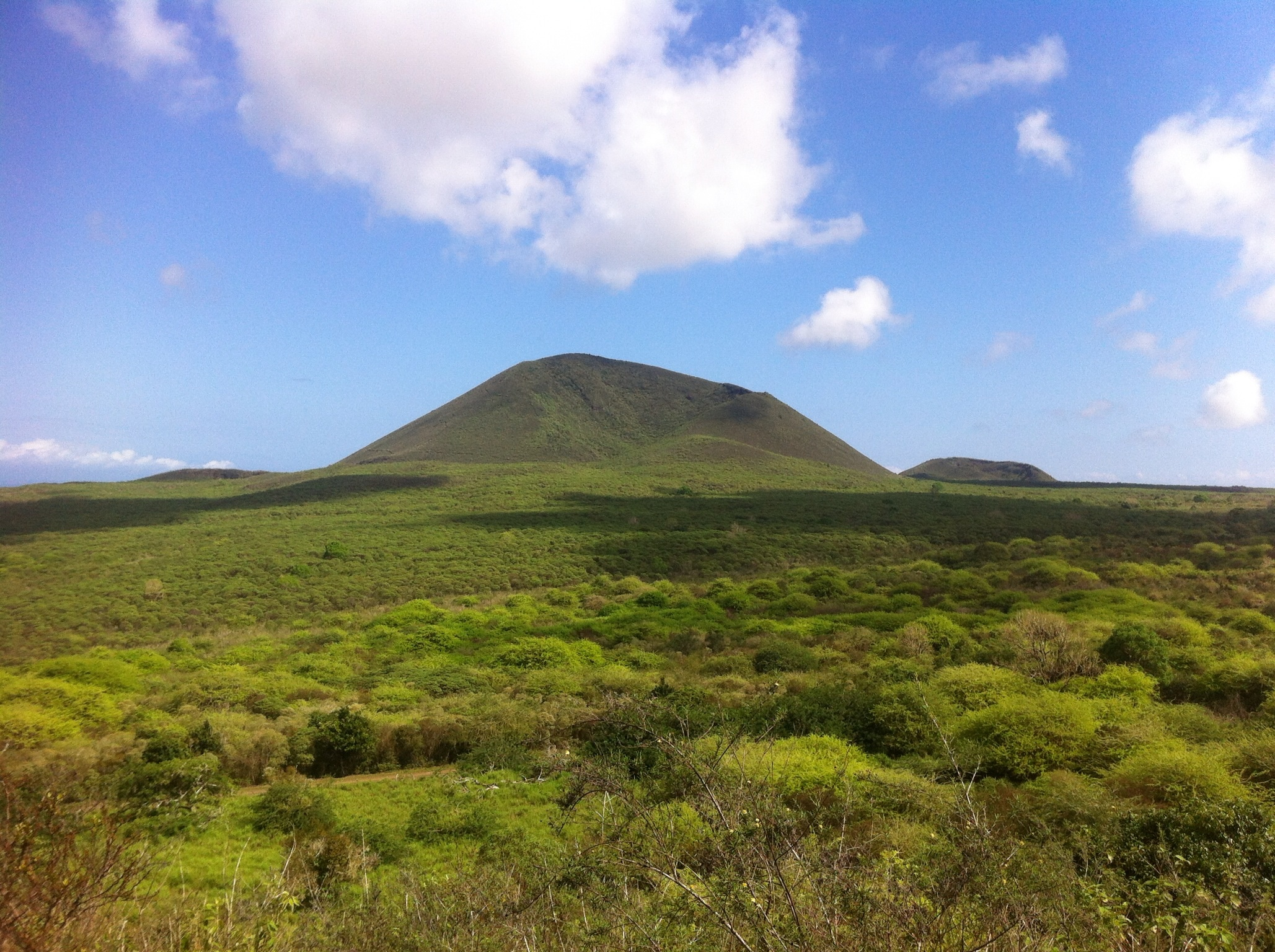
Vista de la isla Floreana.

#### Isla Floreana
Llamada así en honor al primer presidente del Ecuador, Juan José Flores, en cuya administración se tomó posesión del archipiélago (su nombre en inglés es el del rey Carlos II de Inglaterra). También se la conoce como Santa María en honor a una de las carabelas de Colón. Tiene una superficie de 173 km² y una altitud máxima de 640 metros. Entre diciembre y mayo, flamencos rosados y tortugas marinas anidan en esta isla. Aquí se puede encontrar una pequeña población de pingüinos de Galápagos y el endémico sinsonte de Floreana. Se pueden observar interesantes formaciones de coral en la denominada "Corona del Diablo", que es un cono volcánico sumergido.

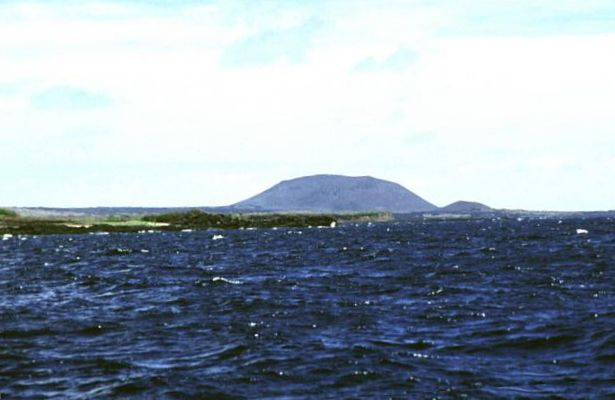
Costa sur de la isla Marchena.

#### Isla Marchena
Llamada así en honor de fray Antonio de Marchena. Tiene una superficie de 130 km² y una altitud máxima de 343,5 metros. Aunque no hay sitios para visitar en esta isla, es posible bucear en las aguas alrededor. Posee gran variedad de flora y fauna como los flamencos y leones marinos. También se pueden observar las tortugas gigantes. Marchena tiene una caldera volcánica con forma elíptica de aproximadamente 7 km de largo por 6 km de ancho, clasificada como grande dentro de la gama de tamaños de las calderas.

#### Isla Española
Llamada así por la primera ciudad de América (su nombre en inglés honra al vizconde Samuel Hood). Con sus 60 km² es una de las islas menores que conforman el archipiélago de las Galápagos, y es la más antigua de todas, ya que cuenta con alrededor de 3,5 millones de años de existencia. Aunque está deshabitada, en ella viven varias especies animales de interés, como el endémico sinsonte de Española, el piquero de patas azules, la tórtola de las Galápagos, la gaviota de cola bifurcada, la iguana marina y la lagartija de lava. Entre los visitantes, son especialmente populares la bahía Gardner, que tiene una playa reconocida por su belleza, y Punta Suárez, de interés por el avistamiento de aves.

#### Isla Pinta
Llamada así en honor a una de las carabelas de Colón (su nombre en inglés está dedicado al Conde de Abingdon). Es la isla más septentrional de las Galápagos y la novena más grande del archipiélago. Tiene una superficie de 60 km² y una altitud máxima de 780 metros. Aquí se pueden observar gaviotas de cola bifurcada, iguanas marinas, lobos peleteros y gavilanes de las Galápagos. De esta isla era originaria la famosa tortuga, el «Solitario George», último ejemplar conocido de la especie Chelonoidis abingdonii. También se encuentra aquí uno de los volcanes más activos.

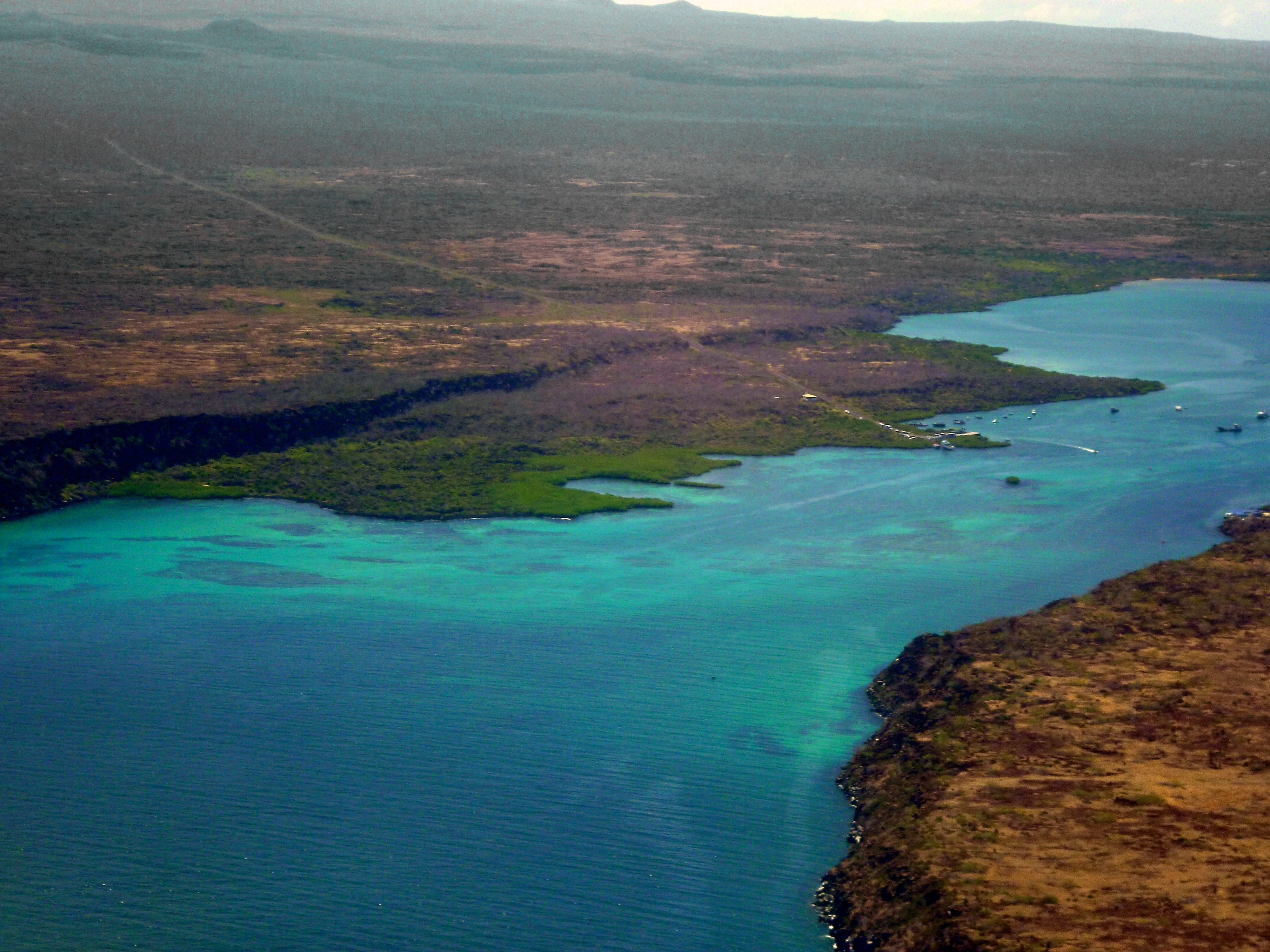
Vista panorámica del Canal de Itabaca, con Baltra a la derecha y Santa Cruz a la izquierda.

#### Isla Baltra
Se desconoce el origen de su nombre, en inglés debe su nombre al marino británico lord Hugh Seymour. Tiene una superficie de 27 km² y una altitud máxima de 100 metros. Alberga el principal aeropuerto del archipiélago, que fue construido durante la Segunda Guerra Mundial por la Marina de los Estados Unidos para «patrullar» el Canal de Panamá. En esta isla se reintrodujeron iguanas terrestres después de que esta especie nativa fuera totalmente eliminada por los soldados de Estados Unidos aquí acantonados. A lo largo de la isla aún se encuentran vestigios de los cuarteles de los soldados. Algunos de ellos después de haberse retirado regresan en calidad de turistas. En la isla hay mucha flora silvestre desértica, mayormente poblada de cactus. Desde el aeropuerto llegan aviones desde la parte continental del país, cada 10 minutos salen buses con el costo de 5 dólares hacia el canal y el puerto. Existen decenas de puntos para practicar surf, snorkel o buceo, con el permiso previo de la Armada del Ecuador. Existe un segundo aeropuerto fuera de servicio que también data de la Segunda Guerra Mundial. Entre la Isla Baltra y la Isla Santa Cruz, se encuentra el Canal de Itabaca, utilizado por taxis acuáticos que llevan a las personas entre las islas. Los barcos operan fuera de la costa para llevar a la gente a otras islas de las Galápagos.

#### Isla Santa Fe
Llamada así en honor a las Capitulaciones de Santa Fe, en las que se otorgó a Cristóbal Colón los títulos de almirante mayor de la Mar Océana, virrey y gobernador general de las tierras que descubriera (su nombre en inglés es en honor al Almirante Samuel Barrington). Tiene una superficie de 24 km² y una altitud máxima de 259 metros. Santa Fe tiene un bosque de cactus Opuntia que son los más grandes del archipiélago, y de palo santo. Tiene una vistosa laguna color turquesa y aguas tranquilas donde se puede realizar snorkel con leones marinos. Sus precipicios costeros son el hogar de gaviotas de cola bifurcada, petreles y otros pájaros tropicales. La iguana terrestre de Santa Fe, endémica de la isla, habita en gran número al igual que la lagartija de lava y uas poblaciones sobrevivientes de ratón costero (uno de los pocos mamíferos terrestres de las islas Galápagos).

#### Isla Pinzón
Llamada así en honor a los hermanos Pinzón, capitanes de las carabelas la Pinta y la Niña en la primera expedición de Cristóbal Colón (su nombre en inglés recuerda al Vizconde de Duncan). Tiene una superficie de 18 km² y una altitud máxima de 458 metros. No tiene sitios para visitar y se requiere de un permiso especial de las autoridades para ingresar. Las principales especies forestales están en la isla, en la zona húmeda, se encuentra una especie única del llamado árbol margarita. Pinzón es el hogar de lobos marinos, tortugas gigantes, iguanas marinas y delfines, además de otras especies endémicas.

#### Isla Genovesa
Llamada así en honor a la ciudad de Génova (Italia), el probable lugar de nacimiento de Colón. Tiene una superficie de 14 km² y una altitud máxima de 76 metros. La isla con forma de herradura tiene una caldera volcánica cuya pared se ha derrumbado, producto de ello se formó la Gran Bahía Darwin, rodeada de acantilados. El lago Arcturus, lleno de agua salada, se encuentra en el centro, y los sedimentos dentro de este lago del cráter tienen menos de 6000 años de antigüedad. Aunque no hay erupciones históricas se conocen de Genovesa, hay flujos de lava muy jóvenes en los flancos del volcán. Es conocida como "Isla de los Pájaros", a causa de las grandes y variadas colonias de aves que anidan aquí. Hay una gran cantidad de fragatas, gaviotas de cola bifurcada, gaviotas de lava, petreles, pájaros tropicales, pinzones de Darwin y sinsontes de las Galápagos. El sitio denominado "El Barranco" constituye una magnífica meseta para observación de estas aves, especialmente de piqueros enmascarados y de patas rojas. También hay un gran bosque de palo santo.

#### Isla Rábida

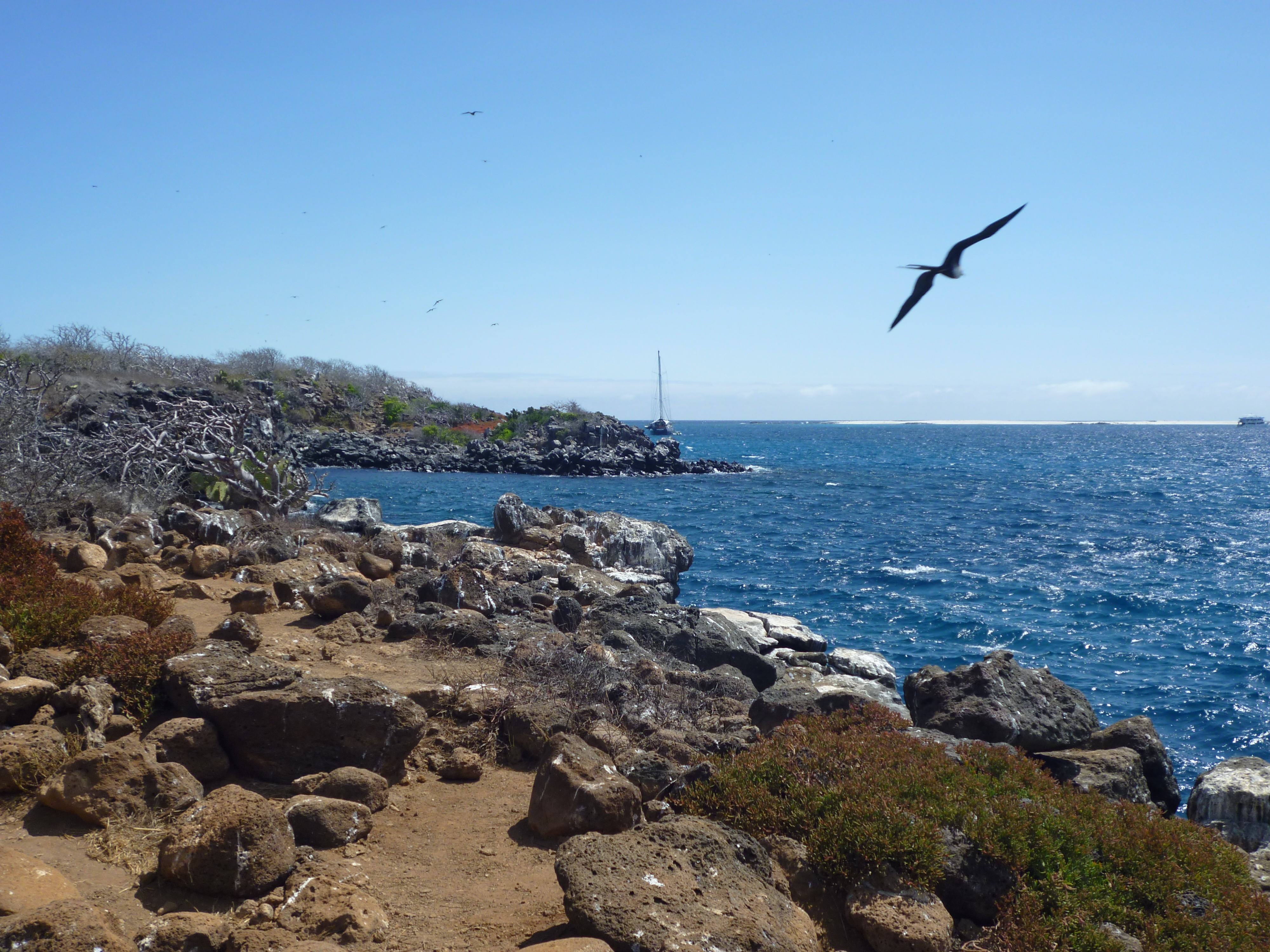
Sección de costa pedregosa de la isla Seymour Norte.

Llamado así por el Monasterio de La Rábida donde Colón dejó a su hijo durante su viaje de descubrimiento a América (su nombre en inglés se debe al Almirante Jervis). Tiene una superficie de 4,9 km² y una altitud máxima de 367 metros. El alto contenido de hierro de la lava de Rábida ocasiona que la isla tenga un característico color rojizo. El paisaje está lleno de pequeños cráteres volcánicos a lo largo de las laderas y acantilados afilados. Ocasionalmente se pueden observar flamencos y lobos marinos en una laguna de agua salada cerca de la playa, donde pelícanos y piqueros construyen sus nidos. Se han registrado nueve especies de pinzones en esta isla. La rica fauna atrae a un sinnúmero de turistas de cruceros.

#### Isla Seymour Norte
Llamada así en honor del noble inglés Lord Hugh Seymour. Tiene una superficie de 1,9 km² y una altitud máxima de 28 metros. Toda la isla está cubierta de vegetación baja y tupida, y tiene una pista para visitantes de aproximadamente 2 km de longitud que cruza la vía de la isla y permite explorar la costa rocosa. En esta isla se halla una gran población de piqueros de patas azules y gaviotas de cola bifurcada. También hay un sinnúmero de iguanas terrestres, que fueron introducidas de la isla Baltra, y que sirvieron para repoblar con esta especie la isla. Asimismo es posible observar una gran cantidad de fragatas y leones marinos con sus crías.

#### Isla Wolf
Llamada así en honor al geólogo alemán Theodor Wolf. Tiene una superficie de 1,3 km² y una altura máxima de 100 metros. Se encuentra alejada del grupo principal de islas y no tiene población permanente, por lo que no es accesible para visitar en tierra, no obstante, es un lugar popular para bucear. Anteriormente era conocida como isla Wenman. Aquí habitan focas peleteras, iguanas marinas y tortugas verdes. Entre las aves que se encuentran en esta isla están la fragata, el piquero de patas rojas y el pinzón vampiro. La vida marina de la isla incluye tiburones martillo, tiburones de Galápagos y ocasionalmente tiburones ballena, así como también delfines, mantarrayas y otros peces pelágicos.

#### Isla Tortuga

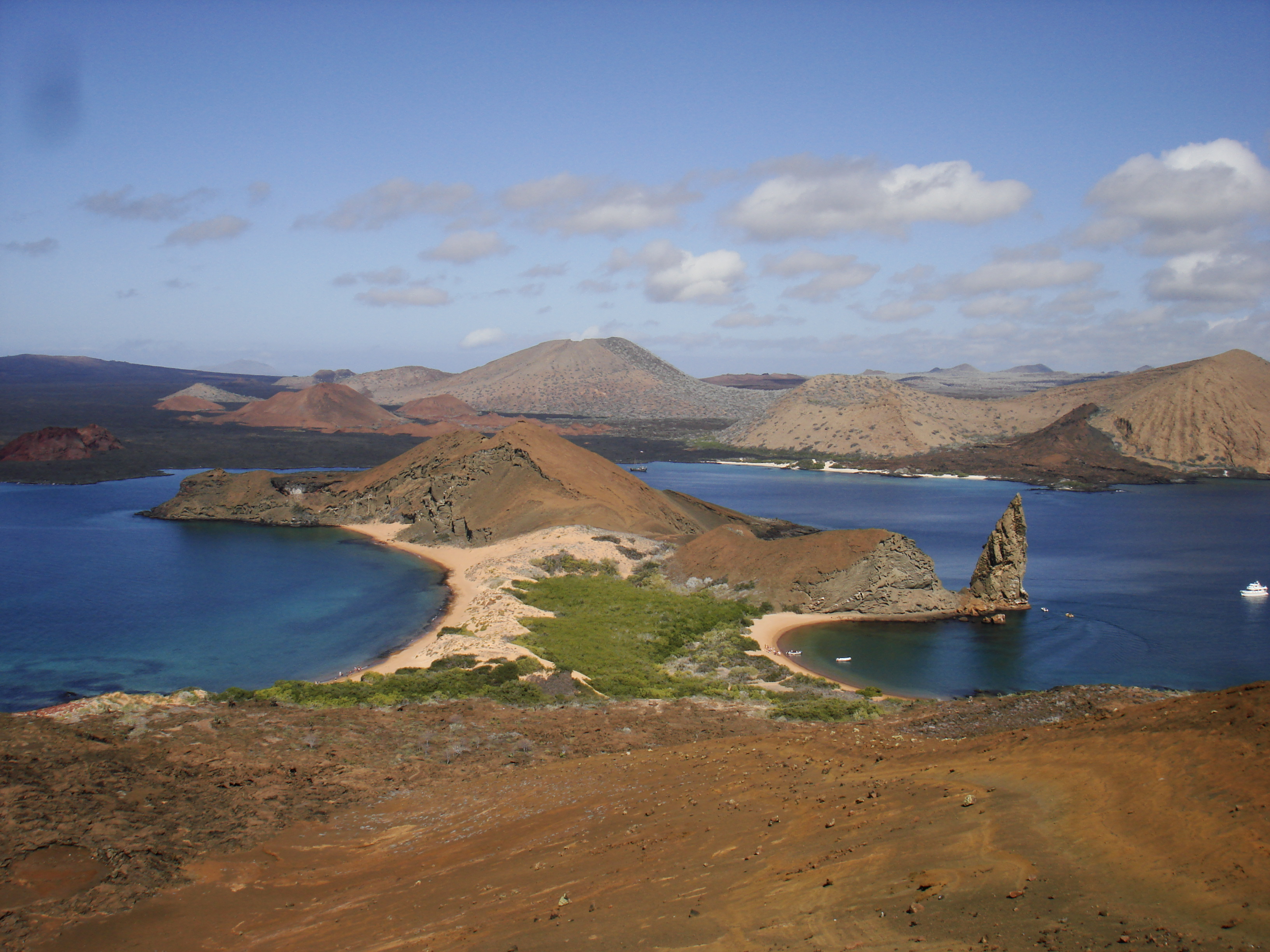
Bahías gemelas, isla Bartolomé.

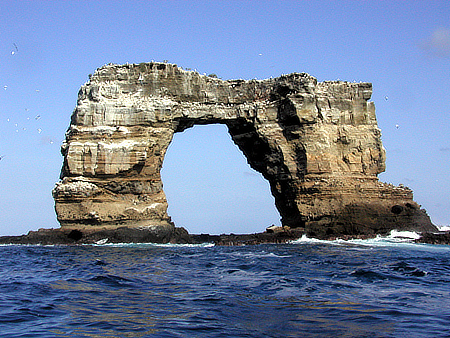
El Arco de Darwin, se encuentra a menos de 1 km de la isla Darwin antes que colapsara por la erosión.

Isla Tortuga se encuentra a 2 km al sur de la Isla Isabela. Tiene una superficie de 1,3 km² y una altura máxima de 100 metros. Esta isla es una antigua caldera volcánica, de la cual solo la mitad permanece fuera del agua. El sitio de buceo está en el lado noreste de la isla, y desciende gradualmente fuera de la vista en las profundidades del Pacífico. Entre los 20 y 30 metros, se pueden observar a tiburones martillo, tiburones de Galápagos y rayas águila. También tiburones punta negra de arrecife frecuentan la zona. Es uno de los principales sitios de anidación de aves marinas de Galápagos. La posibilidad de avistamientos de tortugas marinas, mantarrayas y leones marinos, es también un incentivo para hacer turismo en esta isla.

#### Isla Bartolomé
Llamada así en honor a Sir Bartholomew Sulivan de la Marina Británica. Tiene una superficie de 1,2 km² y una altitud máxima de 114 metros. Esta isla ofrece algunos de los paisajes más bellos del archipiélago. La isla se compone de un volcán extinto y una variedad de formaciones volcánicas negras rojas, anaranjadas, verdes y brillantes. Los cactus de lava de Galápagos colonizan los nuevos campos de lava. En esta isla se encuentra el afamado Pináculo, que es uno de los lugares más representativos del archipiélago. Aquí se puede bucear y hacer snorkel con los pingüinos, lobos marinos, tiburones punta blanca de arrecife y otros peces tropicales. Estacionalmente, Bartolomé es el sitio de apareamiento y anidación de la tortuga verde. La bahía es también un excelente lugar para ir a nadar. Las bahías gemelas están separadas por un estrecho istmo.

#### Isla Darwin
Llamada así en honor a Charles Darwin, quien hiciera famosas las islas a nivel mundial. Tiene una superficie de 1,1 km² y una altura máxima de 168 metros. Esta isla no está abierta para visitas en tierra, los únicos visitantes son los que vienen a bucear. La vida marina en Darwin es diversa, las aguas de la isla atraen tiburones ballena de junio a noviembre, así como también a tiburones martillo, tiburones de Galápagos, tiburones sedosos y tiburones punta negra. Además se pueden encontrar focas peleteras, lobos marinos, delfines y ballenas. En la isla existe una gran población de aves, que incluye fragatas, piqueros de patas rojas, gaviotas de cola bifurcada y el pinzón vampiro.

### Formación
Las islas Galápagos están situadas en la parte norte de la placa de Nazca, desplazándose lentamente hacia el noreste, unos 5 centímetros por año. Cuando se formaron las islas estaban a unos 200 km de la costa continental, al ritmo actual de desplazamiento se prevé que el archipiélago de hunda en la fosa de Perú- Chile en unos 20 millones de años.
Las Galápagos han sido definidas como un <<punto caliente>>, un lugar de gran actividad volcánica que no se logra explicar por la acción mutua de los bordes de las placas. El hotspot de Galápagos se encuentra al oeste del archipiélago. Permanece en su lugar, por lo que el archipiélago se aleja de él, y permite que surjan nuevas islas en un punto caliente.
Las islas de la parte oriental del archipiélago están más alejadas del punto caliente y son las más antiguas del conjunto de islas, pero desde el punto de vista geológico son relativamente más jóvenes, pues se estima que se formaron hace entre 3 y 6 millones de años. Las montañas submarinas ubicadas al oeste de San Cristóbal están en la superficie desde hace 14 millones de años. La prehistoria de las islas se remonta hace 80- 90 millones de años cuando se formó el punto caliente. La parte occidental de la isla fue la última en formarse, y las islas más jóvenes tienen menos de un millón de años. Todavía presentan actividad volcánica activa.

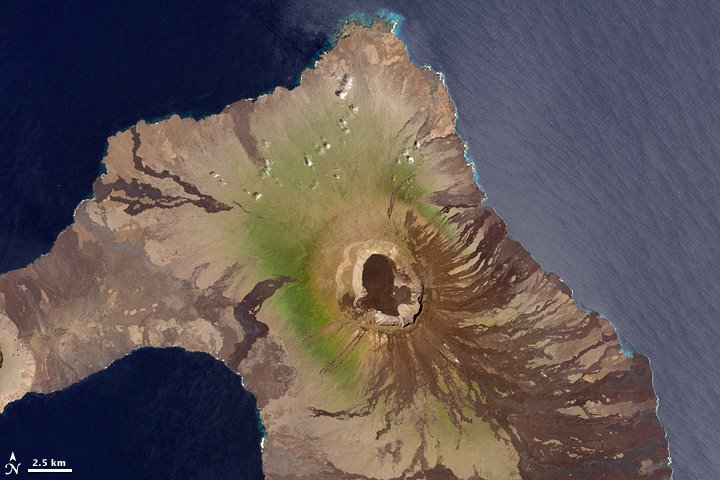
Imagen de satélite del volcán Wolf en la isla Isabela. La última erupción de este volcán ocurrió en 2015.

### Actividad volcánica

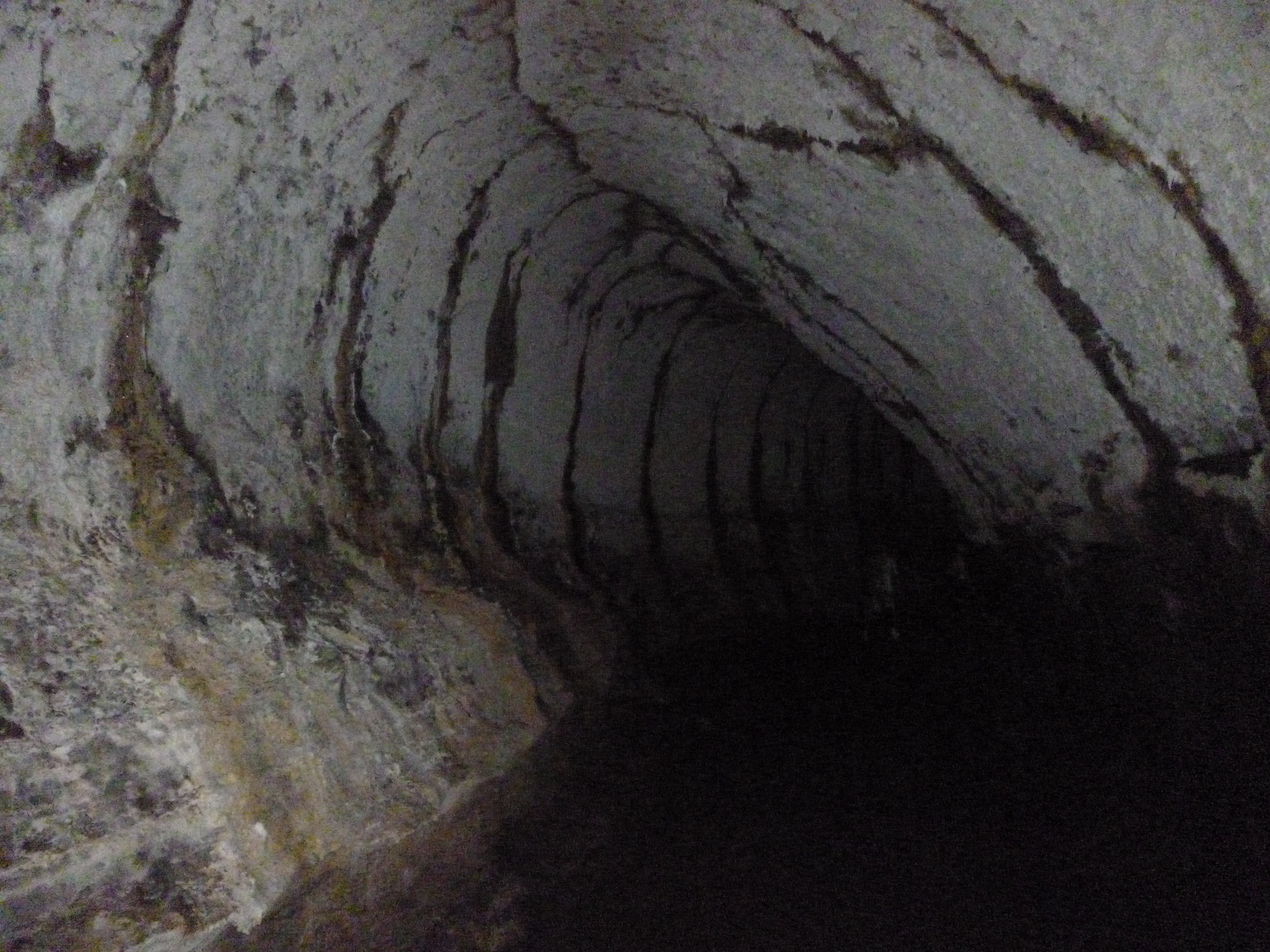
Túnel de lava en la isla Santa Cruz.

Las islas son picos volcánicos individuales, pero la isla Isabela está compuesta por seis picos. Las islas mayores son producto de erupciones volcánicas, aunque las islas Baltra y Santa Fe son elevación producto de bloques de fallas, sin volcanes centrales. 
La característica principal de los volcanes en Galápagos es que son en escudo que por lo general presentan erupciones basálticas, sin embargo, existen dos tipos de volcanes en el archipiélago, y se diferencian entre ellos aparentemente por el grosor de la litosfera. La litosfera es más antigua y más gruesa está en el lado occidental de la zona de falla que corre aproximadamente a lo largo del meridiano 91 de longitud oeste que en su lado oriental. En la parte occidental del archipiélago, los volcanes Isabela y Fernandina tienen forma de un cuenco invertido. Se trata de una forma volcánica bastante inusual. La montaña crece lateralmente desde sus raíces y hacia arriba desde su cima. Los picos occidentales también se caracterizan por sus calderas, que son grandes en relación con el tamaño de la montaña, la más prominente está en Isabela.
Los movimientos telúricos y erupciones son comunes en las islas. Se han registrado más de 50 erupciones volcánicas desde principios del siglo XIX. Las islas presentan otros signos de actividad volcánica como fumarolas, tubos de lava, campos de azufre y piedra pómez. Una de las características más notable de los volcanes en Galápagos son sus conos parásitos; existen alrededor de 2000 de ellos en las laderas de las 20 montañas más grandes, y muchos de ellos todavía hacen erupción. 
El lecho rocoso de las islas es de origen volcánico y en su mayoría están formadas por basalto, aunque también existe riolita en menor proporción.

### Mar circundante

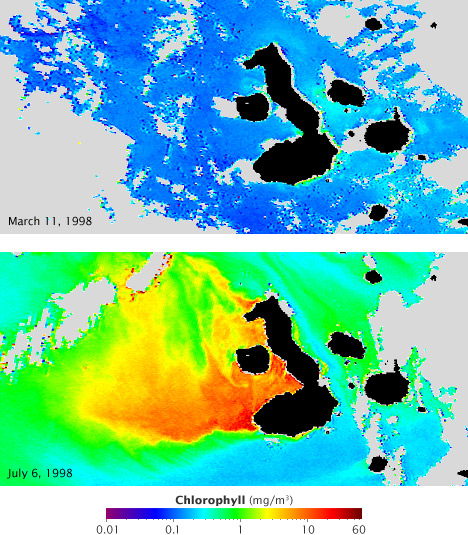
Estos mapas de satélite muestran la concentración de clorofila (que se corresponde con la abundancia de fitoplancton) durante El Niño (arriba) y La Niña (abajo). El azul representa concentraciones bajas, el amarillo, el naranja y el rojo indican concentraciones altas. Las corrientes que normalmente fertilizan el fitoplancton se invierten durante El Niño, efecto de ello acarrea a océanos estériles. Estas mismas corrientes se ven reforzadas por La Niña, y produce una explosión de vida oceánica.

Las islas son completamente marítimas, con la plataforma continental de Galápagos a una media de 914 metros bajo el nivel del mar y un mar que circunda a una media de 3 048 metros de profundidad.
El mar que rodea al archipiélago está influenciado por tres corrientes superficiales y una marina más profunda. La corriente Ecuatorial del Sur es una de las corrientes marinas más importantes del océano Pacífico tropical y discurre a ambos lados del ecuador Dicha corriente discurre hacia el oeste de las islas y recoge aguas superficiales de todo el archipiélago. Esta a su vez recibe aguas cálidas de la corriente de Panamá y aguas frías de la corriente de Humboldt. La corriente cálida del Niño o Panamá afecta principalmente a las islas del norte, mientras que la corriente fría de Humboldt o del Perú incide en las islas del centro y del sur del archipiélago.
La corriente ecuatorial del sur está equilibrada por la corriente de Cromwell, más profunda, que fluye hacia el este y que al chocar con las islas, en especial con la Isabela, provoca surgencias, es decir, que los nutrientes diversos que el agua fría lleva suban a las aguas superficiales. Esta agua rica en fitoplancton hace que el mar sea notablemente productivo. Los vientos alisios de la corriente de Cromwell también provocan el fenómeno. los vientos que soplan hacia el oeste alejan las aguas cálidas de las islas, por tal motivo las aguas frías suben a la superficie.
Las aguas marinas están en constante influencia por los fenómenos climáticos de El Niño y La Niña. Durante El Niño, la corriente de Cromwell se debilita, se reduce o incluso elimina la afloramiento. Como consecuencia las aguas superficiales se calientan, y reducen la disponibilidad de macronutrientes y por ende la abundancia de peces.

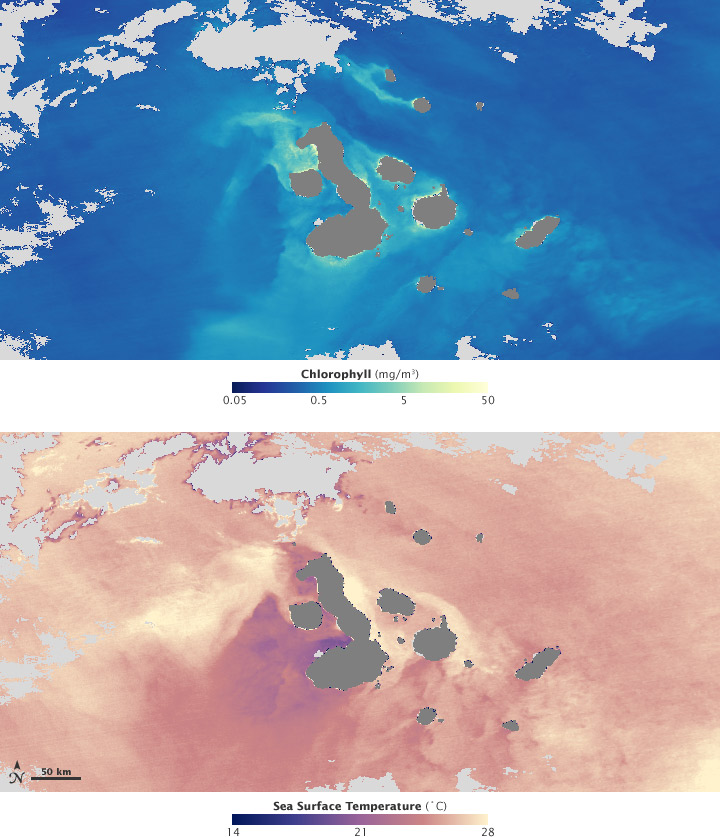
La imagen inferior muestra la temperatura de la superficie del mar, las aguas frías de afloramiento están coloreadas en púrpura. Las poblaciones de fitoplancton florecientes se indican por las altas concentraciones de clorofila (imagen superior), coloreadas en verde y amarillo.

## Clima
El clima del archipiélago está fuertemente influenciado por el complejo sistema de corrientes oceánicas que lo rodean, esta se divide en dos estaciones. La corriente fría de Humboldt influye en la estación seca de mayo a diciembre. De junio a noviembre, las lloviznas son prácticamente continuas y cubren las islas con la niebla La corriente cálida de Panamá, por otra parte, trae la temporada de lluvias de diciembre a mayo. Durante este periodo, se producen lluvias más intensas; en marzo, las precipitaciones logran alcanzar los 80 milímetros, mientras que en agosto solo unos 5 milímetros.
El aire se vuelve cálido de enero a abril, cuando la temperatura media diaria está en torno a los 26- 28 °C. En marzo, la temperatura puede subir a los 30 °C. Durante la temporada lluviosa, las temperaturas en la parte occidental del archipiélago pueden descender hasta los 14 °C, mientras que las temperaturas en el conjunto de islas se mantienen por debajo de los 24 °C.
El viento predominante en las islas sopla desde el sudeste todo el año. Esto provoca que las laderas sur y sudeste de las islas sean más húmedas por la formación de brumas y lloviznas. En contra parte, las laderas del norte de las islas están secas casi todo el año. La fuerza del viento es más débil en los meses de febrero a mayo , con velocidades que pueden alcanzar los 8,4 nudos con bastante regularidad.
En las islas más grandes, el patrón de tierras altas generalmente húmedas y tierras bajas más secas afecta a la flora. La vegetación de las tierras altas suele ser verde y exuberante, con bosques tropicales en algunos lugares. Las tierras bajas suelen tener una vegetación árida y semiárida, con muchos arbustos espinosos y cactus, y roca volcánica casi desnuda en otros lugares.

## División administrativa
El archipiélago forma la Provincia de Galápagos, cuya capital es Puerto Baquerizo Moreno. Se conforma por tres cantones:
- San Cristóbal
- Santa Cruz
- Isabela

## Conservación

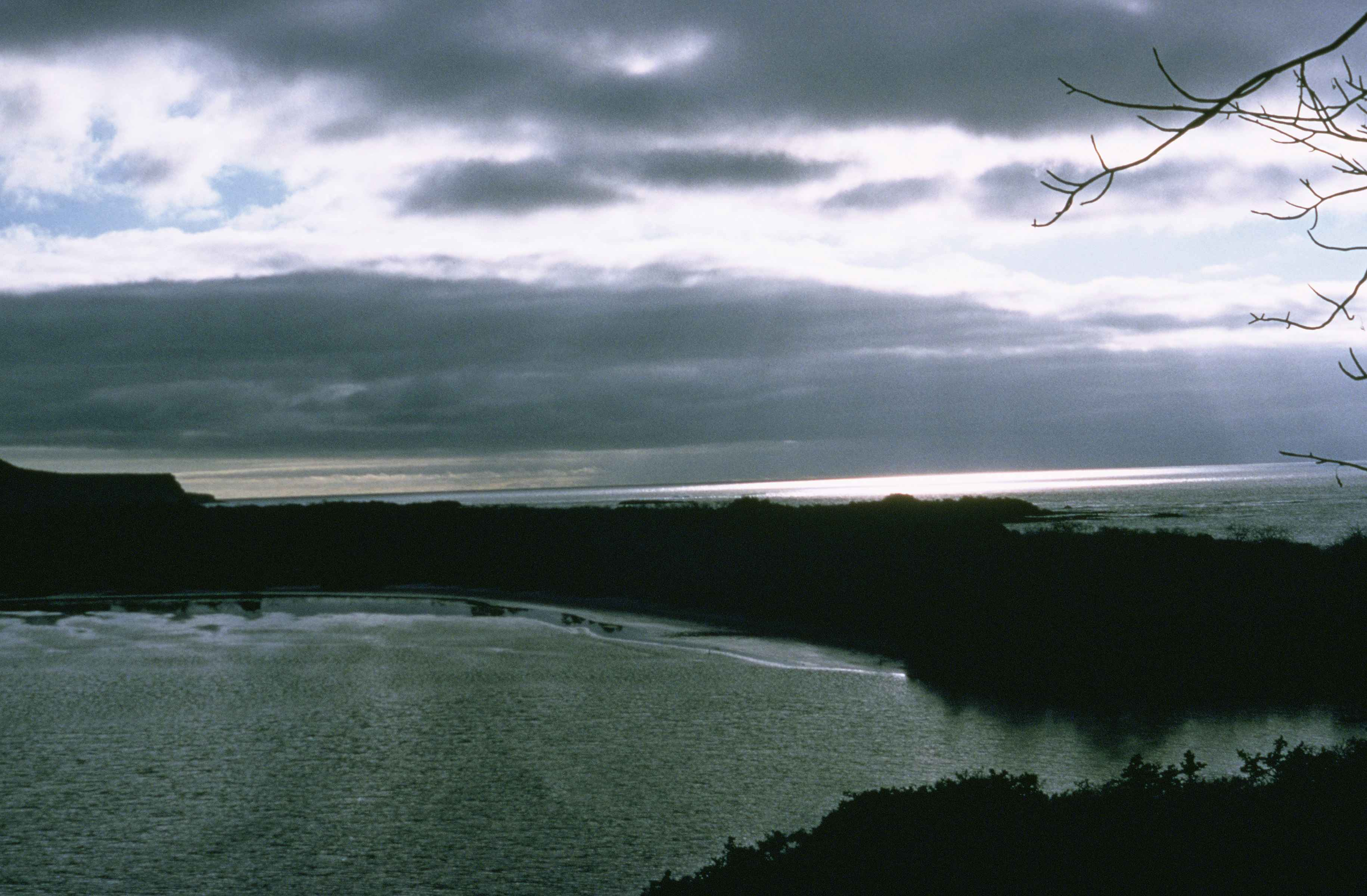
Parque nacional Galápagos

Las Galápagos fueron declaradas parque nacional en 1959, protegen el 97,5% de la superficie terrestre del archipiélago. El área restante es ocupada por asentamientos humanos que ya existían al tiempo de la declaratoria. Para entonces, aproximadamente 1000 a 2000 personas vivían en cuatro islas. En 1972 un censo determinó que 3488 personas vivían en Galápagos, pero en la década de 1980 este número se había incrementado notablemente a más de 20 000 habitantes.
En 1986 el mar que rodea a las islas fue declarado reserva marina. Unesco incluyó a Galápagos en la lista de Patrimonio de la Humanidad en 1978, y en diciembre de 2001 se amplió esta declaración para la reserva marina.
En el año 2007, fueron incluidas en la Lista del Patrimonio de la Humanidad en peligro, debido al turismo masivo y las especies invasoras. El 29 de julio de 2010, las Islas Galápagos fueron retiradas de la lista de patrimonios en peligro de extinción por el Comité de Patrimonios de la Unesco.
El archipiélago tiene diferentes figuras internacionales que se han aplicado para tratar de garantizar la conservación de Galápagos; entre ellas: Reserva de Patrimonio Natural de la Humanidad, Sitio Ramsar, Santuario de Ballenas, reserva de Biósfera, etc. La Estrategia Mundial para la Conservación de la Naturaleza identifica a Galápagos como una provincial Biogeográfica prioritaria para el establecimiento de áreas protegidas. A nivel nacional las figuras de parque nacional y Reserva Marina, reflejan el compromiso asumido por el Gobierno Ecuatoriano de conservar este importante legado para las futuras generaciones de galapagueños, ecuatorianos y para la humanidad en general.

## Flora y fauna
Las especies endémicas de singular importancia que habitan las islas incluyen:

### Flora

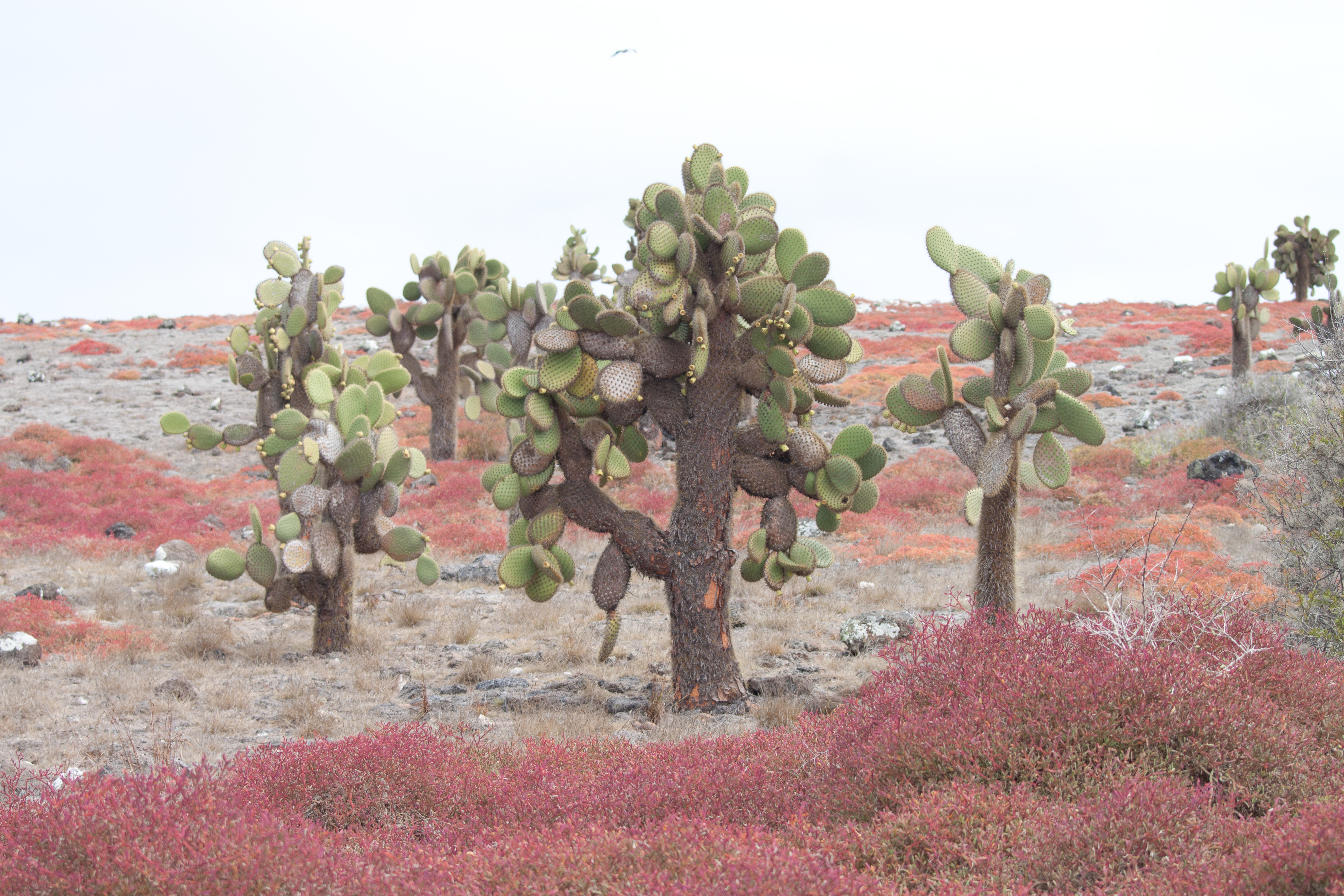
Cactus gigantes (Opuntia echios) especie de la zona árida, Santa Fe.

La vegetación de Galápagos varía con la altitud, debido a que las tierras altas reciben mayor humedad que las zonas más bajas a la costa. La mayor parte de las islas se encuentran en la zona de vegetación seca o semiáridas, y solo una pequeña porción del territorio se extiende la vegetación tropical hacia las tierras altas, la flora incluye unas 500 especies de plantas vasculares originarias y más de 180 de ellas son nativas.

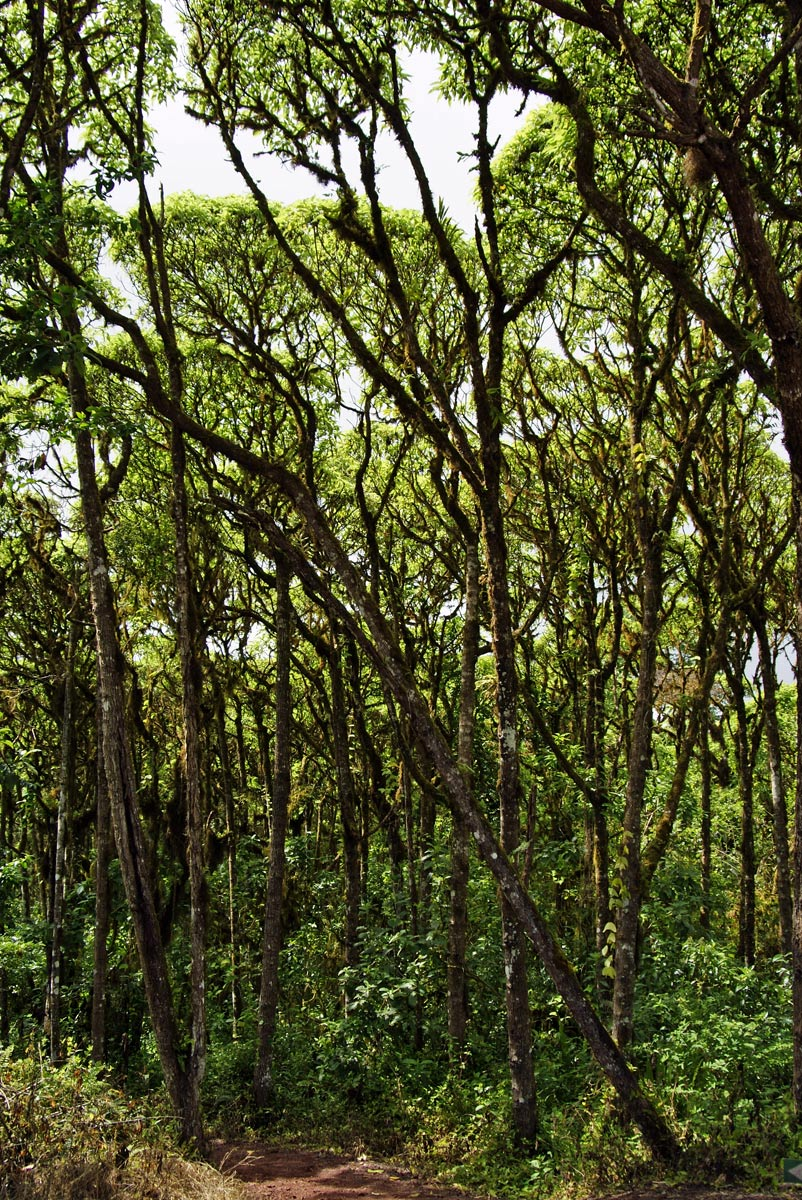
Bosque de Scalesia, zona de transición, en Santa Cruz.

A lo largo de la franja costera y en la zona litoral, crecen especialmente especies tolerantes a la sal. Entre los más notables están registradas cuatro especies de manglares, que crecen especialmente en lagunas tranquilas. En la zona de playa son comunes los arbustos de Maytenus octogona y Cryptocarpus pyriformis, entre las plantas herbáceas costeras están Sesuvium edmonstonei y Ipomoea pes-caprae, una planta importante para la retención de la expansión de las dunas de arena.
La zona árida es un semidesierto. Representa la mayor zona de vegetación de las Galápagos con una altitud promedio de 80- 200 ms.n.m. Los géneros Jasminocereus y Brachycereus son cactus endémicos, así como especies del género Opuntia (Opuntia echios y O. helleri). Una especie típica de la zona es el palo santo (Bursera graveolens); pero existe una especie más pequeña, B. malacophylla que se distribuye solamente en las islas Seymour, Baltra y Daphne. Otros árboles de esta zona son el endémico guayabillo (Psidium galapageium) y el paga paga (Pisonia floribunda). Los arbustos leñosos componen los niveles inferiores de los estratos vegetativos de esta zona es endémica la Castela galapageia, Lecocarpus pinnatifidus y otras especies del género Lecocarpus. Las plantas herbáceas incluyen varias variedades endémicas de tomates de Galápagos (Lycopersicon cheesmanii), flor de la pasión (Passiflora foetida) y especies endémicas del género Tiquilia y Chamaesyce.
La zona húmeda empieza a los 300 metros, precedida por una zona de transición o zona de transición Scalesia y Miconia entre la zona seca y húmeda, esta zona de transición presenta una combinación de tipos de vegetación y especies, incluye especies como Pisonis floribunda, Psidium galapageium y P. galapageium con árboles Scalesia. Las nieblas de garúa mantienen esta zona húmeda durante la estación seca. Dentro de esta zona se han desarrollado fases separadas de vegetación. Se trata de estratos muy pequeños dentro de la zona húmeda, pero son exuberantes y tropicales como resultado de la mayor humedad recibida. A partir de los 300-500 m de altitud, se hace evidente el estrato dominado por Scalesia spp. que emerge de la zona de transición, con árboles que alcanzan los 5-15 m de altura. Dentro del género Scalesia se han documentado veinte especies diferentes, denominada <<la versión del reino vegetal de los pinzones de Darwin>> pues se encuentran dispersas por las islas y varían el tamaño. La uña de gato (Zanthoxylum fagara) es una especie abundante, principalmente por encima de la Scalesia pero por debajo de la Miconia, actúa parcialmente como transición dentro de las especies de la zona húmeda. En las islas San Cristóbal y Santa Cruz, los árboles son sustituidos por arbustos, la especie dominante entre los 600- 700m sobre la zona es la Miconia robinsoniana, pero ahora esta zona está casi completamente alterada por la agricultura y el pastoreo de ganado.
La zona de pampa es la zona de vegetación más alta y húmeda. por encima de los 900m. Allí crecen hierbas, juncos, musgos del género Sphagnum y otras plantas adaptadas a los ambientes pantanosos. Pampa también es el hogar de la mayoría de los helechos del archipiélago (90 especies distintas), y helechos arbóreos endémicos como la Cyathea weatherbyana que alcanza una altura de hasta tres metros, se han registrado 11 especies de orquídeas nativas incluida la Purthieva maculata.

### Fauna

#### Reptiles

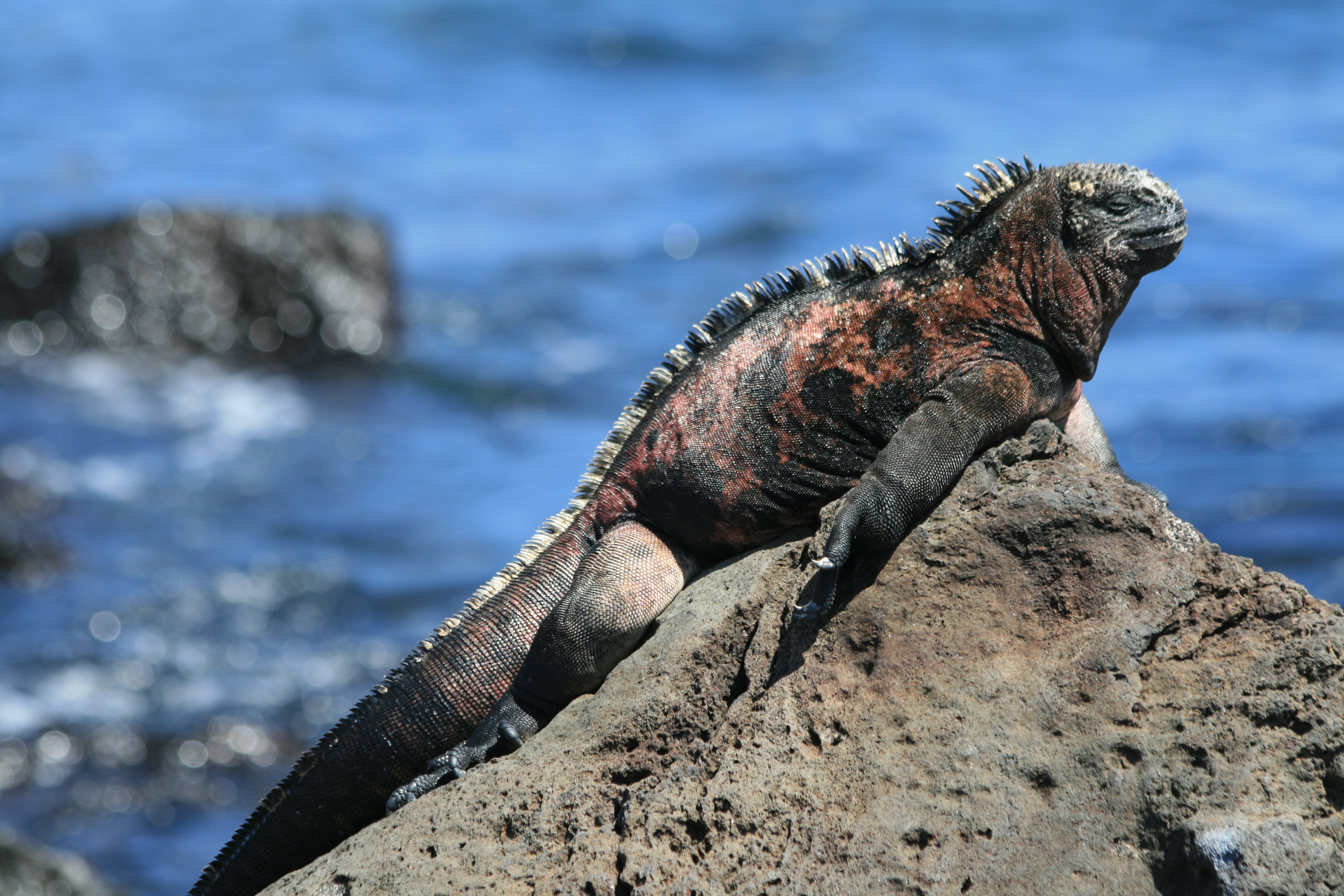
Iguana marina.

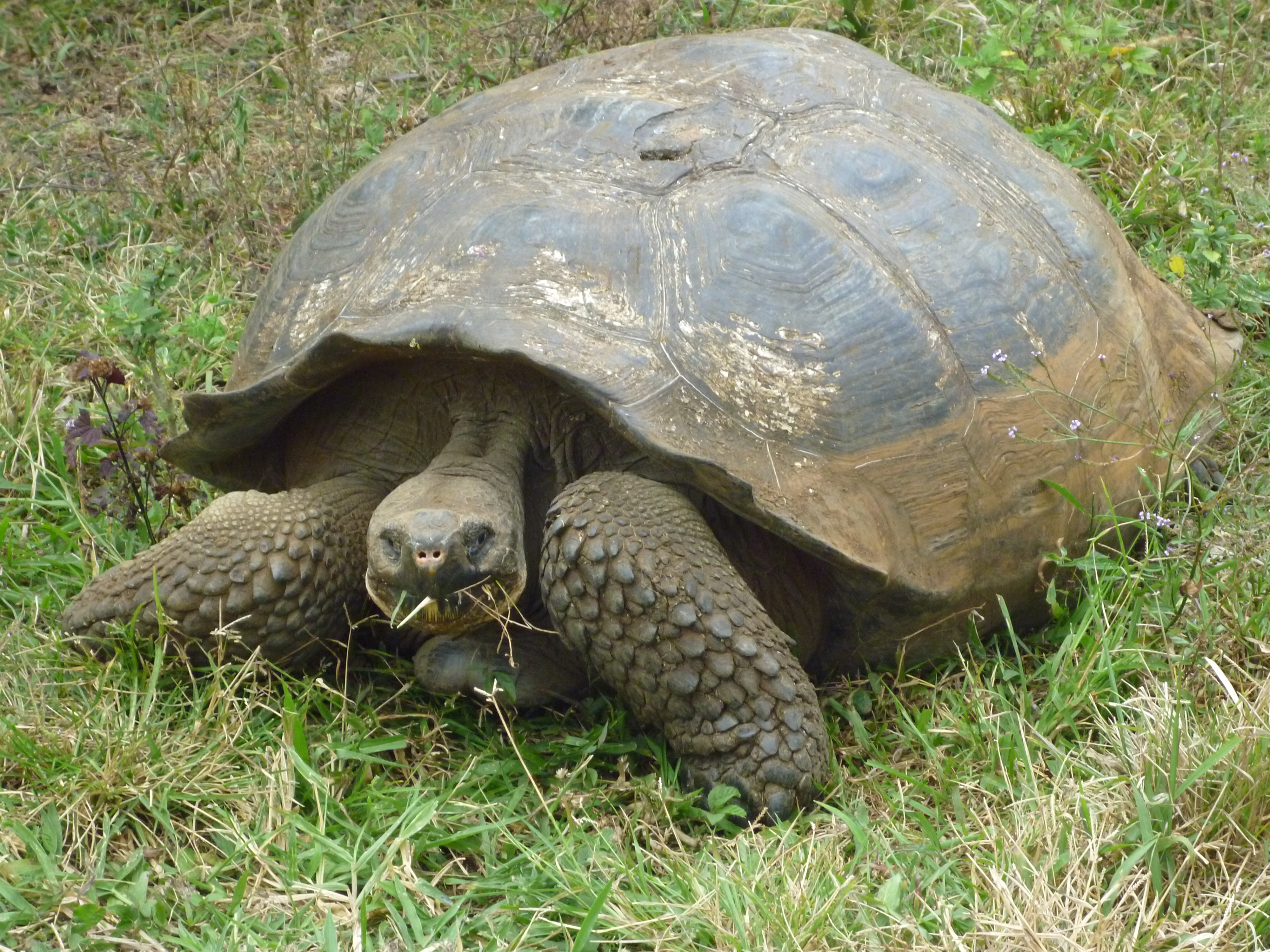
Tortuga gigante de Galápagos, Chelonoidis porteri en la isla de Santa Cruz, especie en peligro crítico de extinción.

Las Islas Galápagos presentan una diversidad de reptiles endémicos especialmente elevada, con 21 de las 23 especies únicas que no se encuentran en otros lugares. Las tortugas gigantes de Galápagos es un buen ejemplo de la diversidad de especies de reptiles en las islas. Todavía hay 11 subespecies que viven en condiciones ligeramente diferentes en las islas. Existen tres especies de serpientes, cinco especies de salamanquesas, tres iguanas terrestres del género Conolophus y una iguana marina (Amblyrhynchus cristatus). En febrero de 2019, se encontró en las islas una especie de tortugas gigantes de Fernandina, Chelonoidis phantasticus, que se creía extinguida, tras haber sido registrada por última vez en 1906. La hembra encontrada puede tener más de 100 año.
Reptiles endémicos
- Tortugas Galápagos (pertenecientes al género Chelonoidis), 14 especies de tortugas de las cuales tres se extinguieron en el siglo XIX y una se extinguió el 24 de junio del 2012, su último ejemplar fue el individuo Solitario George. Aún existen diez especies de tortugas gigantes (Galápago o tortuga de las Galápagos).
- Iguanas terrestres (Conolophus), tres especies de iguanas entre las que se encuentran la Conolophus subcristatus, la Conolophus pallidus y la Conolophus marthae.
- Iguana marina (Amblyrhynchus cristatus), la única especie de iguana que procura su alimento en el mar.
- Lagartos de Lava (Microlophus albemarlensis), de estos lagartos de pequeño tamaño existen seis especies distintas, algunos solo ocupan islas concretas.

#### Peces
Las Islas Galápagos cuentan con 306 especies de peces. Todos son peces marinos, pero también se han encontrado seis en las aguas dulces de las islas. Las especies de tiburones de la región incluyen el gran tiburón blanco (Carcharodon carcharias), el tiburón martillo, el tiburón punta negra (Carcharhinus melanopterus) y el tiburón ballena (Rhincodon typus). Hay varias especies de tiburón martillo, y en las aguas costeras de las Islas Galápagos se ha encontrado una rara zona de cría del tiburón peine (Hexanchus griseus) Entre las especies rayas se encuentran la manta gigante (Mobula birostris), la raya águila (Aetobatus narinari) y la raya diablo (Mobula munkiana). Los peces óseos más comunes son el Plectroglyphidodon johnstonianus y el Abudefduf troschelii del grupo de peces que habitan en arrecifes, el pez cornudo, el Cirrhitus rivulatus del grupo de los peces halcón, y el pez cuña (Holacanthus passer). Además, en las aguas de las islas se encuentra una variedad de pez espada, pez labio y pez loro.

#### Mamíferos

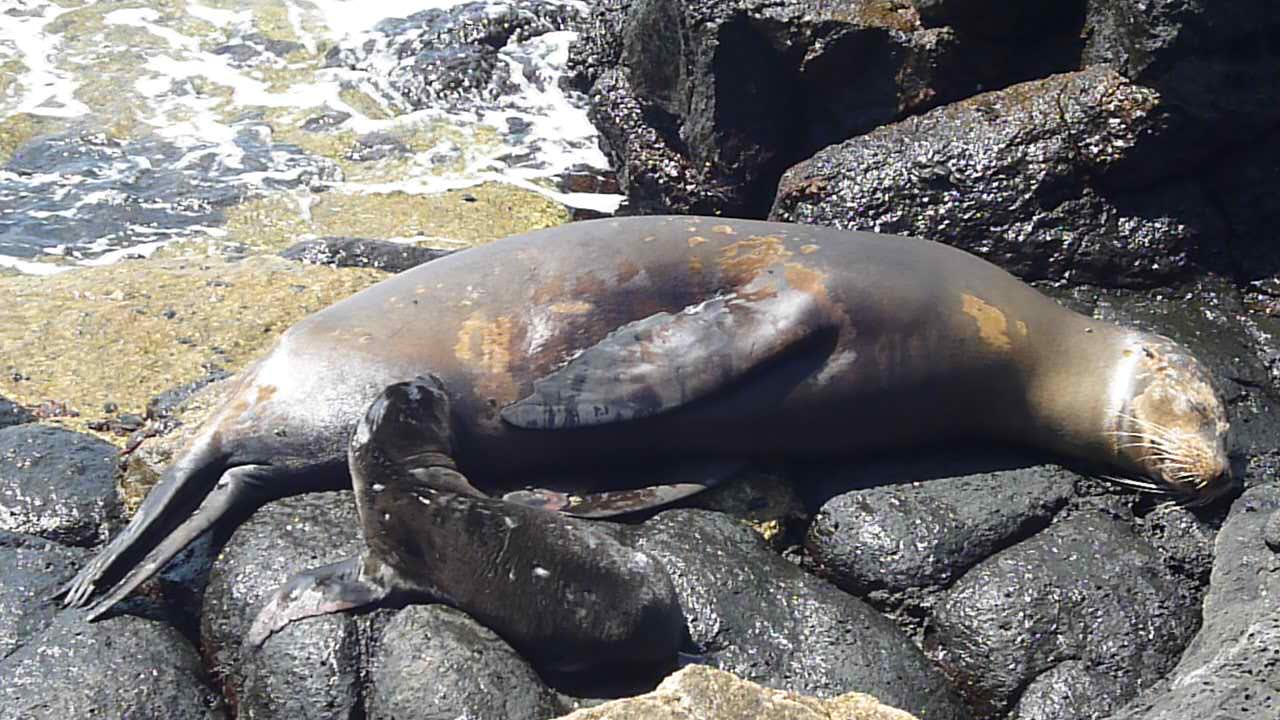
León marino de las Galápagos

La diversidad de mamíferos en las islas no es muy variada debido al aislamiento del archipiélago. Cuatro de las siete especies endémicas de ratas ya se han extinguido. Las tres últimas especies viven en Santa Fe y Fernandina.Las ballenas prosperan en las aguas de las Islas Galápagos, especialmente en el área entre Isabela y Fernandina, donde hay abundancia de desove. La Ballena de Bryde (Balaenoptera edeni) es la especie de ballena más común en las Islas Galápagos. Otras especies que se encuentran en la zona son el cachalotes, la ballena jorobada(Megaptera novaeangliae), la ballena azul (Balaenoptera musculus), la orca (Orcinus orca) y la ballena sei (Balaenoptera borealis), que migran a las aguas cálidas de las Galápagos durante el invierno Hay dos especies de delfines que son comunes y fáciles de ver: el delfín nariz de botella (Tursiops truncatus) y el Delfín común de hocico corto (Delphinus delphis).
Mamíferos endémicos
- León marino de las Galápagos o lobo marino de Galápagos (Zalophus wollebaeki), emparentado con el león marino de California (también se describe como Zalophus californianus wollebaeki, una subespecie del león marino de California).
- Lobo peletero de las Galápagos o lobo fino de Galápagos (Arctophoca galapagoensis), que es el más pequeño del mundo (Salazar 2002).
- Rata costera de Galápagos (Aegialomys galapagoensis)
- Ratón gigante de Galápagos (Megaoryzomys) una especie extinta
- Rata de la isla darwin (Nesoryzomys darwini)
- Rata de la isla fernandina (Nesoryzomys fernandinae)
- Rata de la isla santa cruz (Nesoryzomys indefessus)
- Ratón Santiago Galápagos(Nesoryzomys swarthi)

#### Aves

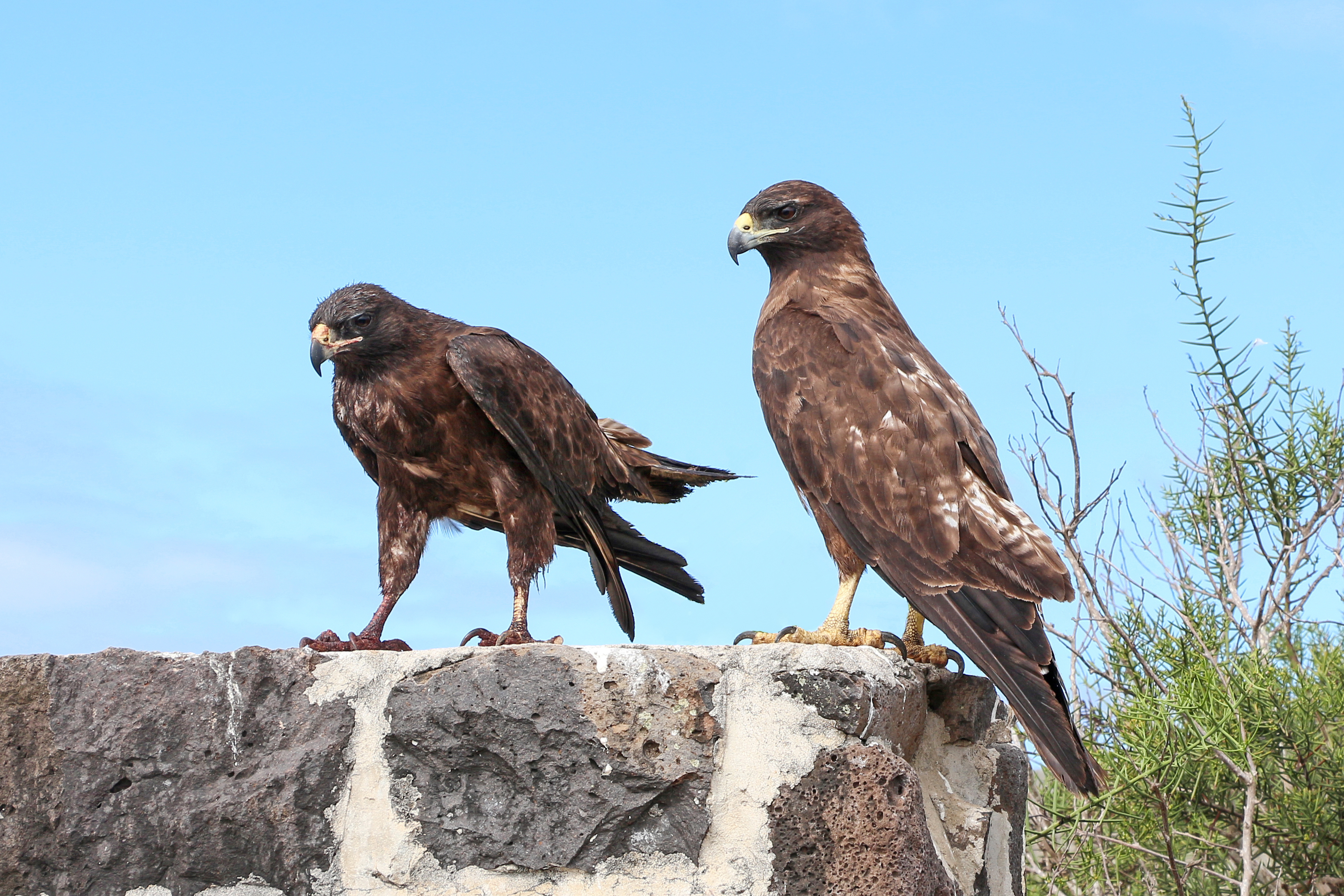
Dos gavilanes de Galápagos.

Las islas albergan alrededor de 60 especies de aves permanentes y 81 aves migratorias regulares, número relativamente pequeño en los trópicos. Sin embargo, casi la mitad de estas especies son endémicas. El archipiélago cuenta con 19 especies de aves marinas permanentes, cinco de ellas endémicas. Hay 29 especies de aves terrestres en las Islas Galápagos. Su característica común es su falta de miedo hacia los humanos.
Aves endémicas
- Pingüino de las Galápagos o pájaro bobo de Galápagos (Spheniscus mendiculus), la única especie de pingüino que se ha registrado en el hemisferio norte, en la porción norte de la isla Isabela.
- Pinzones de Darwin, 13 especies endémicas de pinzones, el más conocido, es una especie de pájaro vampiro que se nutre de la sangre de aves enfermas, el cual habita en la isla más al norte del archipiélago, Wolf.
- Sinsontes de las Galápagos (Nesomimus), 4 especies endémicas de sinsontes, de la que destaca el Sinsonte de Galápagos (Nesomimus parvulus) que está presente en casi todas las islas del archipiélago y que además es la única especie no amenazada.
- Cormorán no volador o cormorán de las Galápagos (Phalacrocorax harrisi).
- Garza plomiza o garza enana de las Galápagos (Butorides sundevalli).
- Papamoscas o copetón de las Galápagos (Myiarchus magnirostris).
- Cernícalo o gavilán de las Galápagos (Buteo galapagoensis).
- Zenaida o tórtola de las Galápagos (Zenaida galapagoensis).
- Polluela o burrito de las Galápagos (Laterallus spilonotus).
- Gaviota morena o gaviota de lava (Larus fuliginosus).
- Golondrina de las Galápagos (Progne modesta).
- Albatros ondulado o albatros de las Galápagos (Phoebastria irrorata).
- Fardela gris parda o petrel de las Galápagos (Pterodroma phaeopygia).
- Gaviota tijereta o gaviota de las Galápagos (Creagrus furcatus).
- Pardela de las Galápagos (Puffinus subalaris).
- Búho campestre de las Galápagos (Asio flammeus galapagoensis)
- Ostrero americano de las Galápagos (Haematopus palliatus galapagoensis).
- Pelícano pardo de las Galápagos (Pelecanus occidentalis urinator).

#### Invertebrados

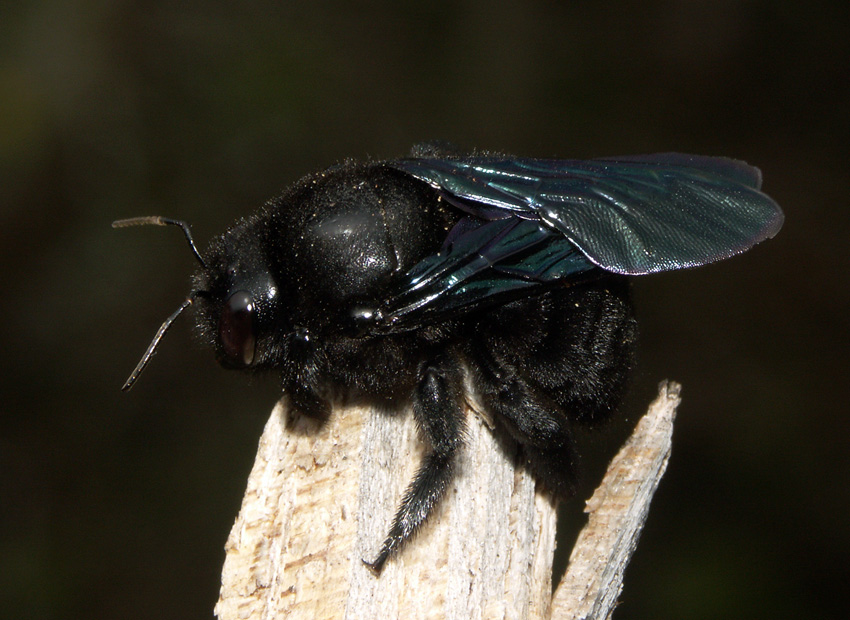
La abeja carpintera de Galápagos (Xylocopa darwini) es la única especie de abeja autóctona de las islas.

Se han identificado más de 2 000 invertebrados terrestres en las Islas Galápagos. Más de la mitad de las especies de invertebrados son endémicas. El número de especies de invertebrados es reducido, con más de un millón en el territorio continental ecuatoriano. En las islas hay más de 400 especies de escarabajos, unas 80 especies de artrópodos y unas 100 especies de moscas. Los himenópteros están poco representados en comparación con otros invertebrados.Hay unas 60 especies. Las mariposas más comunes son Phoebis sennae y Eumorpha labruscae. Además de las mariposas, exite una especie de saltamontes Schistocerca melanocera.
En las Islas Galápagos viven más de 50 especies de arañas y dos especies de escorpiones. Además de las arañas venenosas, las islas albergan un miriápodo venenoso nativo Scolopendra galapagoensis, mientras que el género de caracoles Bulimulus se ha diversificado, al pasar de una única especie invasora a más de 60 especies.
Entre los invertebrados acuáticos, destacan más de 100 especies de cangrejos, Grapsus grapsus, los cangrejos ermitaños entre otras especies que también habitan las costas de las islas. Otras especies marinas son el bacalao (Gadus morhua), los erizos de mar como el erizo lapicero (Eucidaris galapagensis), los pepinos de mar (Isostichopus fuscus), las estrellas de mar, los moluscos y los hongos.

## Turismo

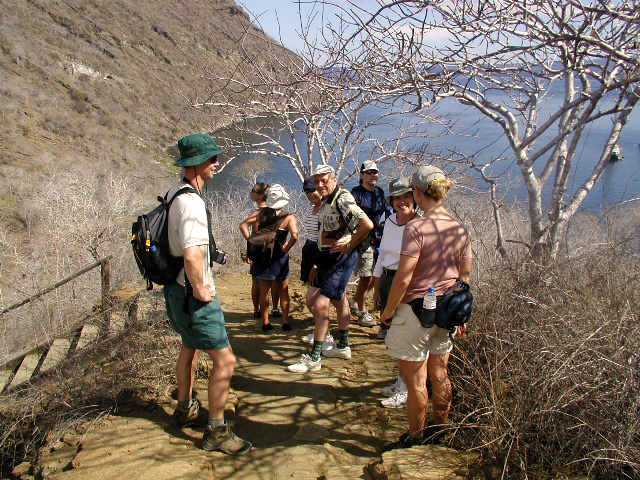
Senderismo en la isla Isabela.

Galápagos se ha convertido en uno de los ecosistemas marinos más populares del mundo y miles de turistas acuden año tras año a disfrutar de un paraíso natural. En 2019, Galápagos registró 271.238 visitantes o turistas, el 67% eran extranjeros. Esto supuso una reducción de un 1,7% con respecto al 2018, aunque los datos de los últimos años arrojan una tasa de crecimiento compuesto entre 2010 y 2019 del 5,10%.
Los viajes de buceo se han convertido en uno de los reclamos de las islas y muchos medios lo catalogan como el mejor lugar para bucear del mundo. El turismo submarino ha crecido durante los últimos años y son muchos los buceadores que eligen las islas ecuatorianas para disfrutar de las decenas de especies marinas que albergan sus aguas.

## Pesca ilegal
Durante el 2020, el gobierno ecuatoriano denunciaba la presencia de barcos pesqueros de origen chino cerca de las aguas que bañan las islas. Una flota de 260 barcos rondan la frontera para capturar todo tipo de especies marinas, entre las que destacan los tiburones por su codiciada aleta.
Las islas mantienen una característica importante en las corrientes marinas, siendo las mismas la cálida de Humbolt y la corriente fría de El Niño.

## En la ficción

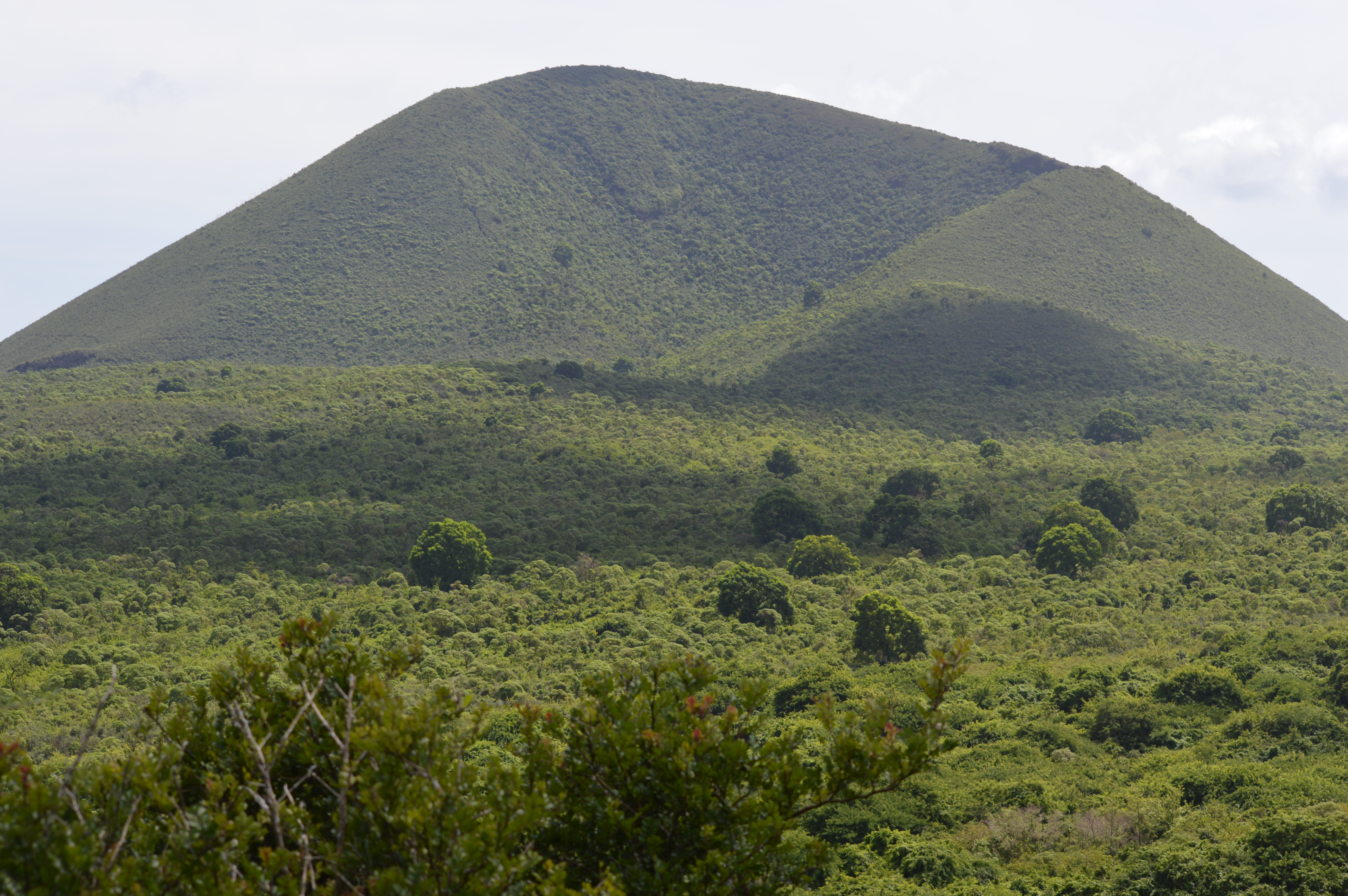
El “Cerro Pajas” fotografiado desde el asilo de La Paz en la isla de Floreana.

Las Islas Galápagos han sido el escenario de varias obras en distintos géneros literarios, tanto de escritores ecuatorianos como extranjeros. Uno de los ejemplos más notorios es Las encantadas, del estadounidense Herman Melville, libro que fue escrito toma como base los viajes de Melville en las Galápagos y que describe en una serie de relatos los personajes históricos, la flora y la fauna de las islas. Otras obras de autores extranjeros cuyas tramas se sitúan en el archipiélago incluyen las novelas La sed (1938), del belga Georges Simenon, en que una familia se muda se muda a la Isla Floreana pero cuyas vidas cambian con la construcción de un hotel; y Galápagos (1985), del estadounidense Kurt Vonnegut, una obra de ciencia ficción situada un millón de años en el futuro en que un grupo de personas que llegan a las islas se convierten en los únicos humanos que escapan de un virus que produce infertilidad.
El manga japonés Dear Anemone (2024), de la autora Rin Matsui, narra sobre un grupo de personas enviadas por el gobierno japonés a las islas luego de que un virus tóxico causado por una explosión ocasionara que las especies sufrieran una horrible evolución.
Entre autores ecuatorianos, una de las obras más destacadas es Más allá de las islas (1980), de la quiteña Alicia Yánez Cossío. En la novela, que mezcla ficción con hechos reales a través del realismo mágico, ocho personas viajan a las islas Galápagos tras escapar de la muerte. Del lado de la poesía, es notorio el Sollozo por Pedro Jara, de Efraín Jara Idrovo, mientras que en la literatura infantil, las Galápagos han sido exploradas por Edna Iturralde en su obra Las islas donde nace la Luna. Otra novela ecuatoriana situada en el archipiélago es Hallado en la grieta (2012), del guayaquileño Jorge Velasco Mackenzie.
En el cine ha sido el escenario de películas como Master and Commander: The Far Side of the World.
En la serie animada X-Men '97, el escondite de Bastion, uno de los villanos principales de la serie se encuentra en las islas Galápagos.